# Bahnstrecke Culoz–Modane
| |                      |                                                         |                                                         |
| Streckennummer (SNCF): | 900 000              |                                                         |                                                         |
| Kursbuchstrecke (SNCF): | 512                  |                                                         |                                                         |
| Streckenlänge: | 135 km               |                                                         |                                                         |
| Spurweite: | 1435 mm (Normalspur) |                                                         |                                                         |
| Stromsystem: | 1500 V =             |                                                         |                                                         |
| Maximale Neigung: | 30 ‰                 |                                                         |                                                         |
| Streckengeschwindigkeit: | 150 km/h             |                                                         |                                                         |
| Zweigleisigkeit: | durchgehend          |                                                         |                                                         |
| |                      |                                                         |                                                         |
| \| \| \| von Lyon Perrache \| \| \| \| 101,344 \| Culoz \| 236 m \| \| \| \| Bahnstrecke Lyon–Genève nach Genf \| \| \| \| 101,720 \| Gleichrichterstation Culoz \| Gleichrichterstation Culoz \| \| \| 101,904 \| Verbindungskurve von Genf \| Verbindungskurve von Genf \| \| \| 103,345 \| Culoz-Viadukt (210 m) \| Culoz-Viadukt (210 m) \| \| \| 104,393 \| Vions–Chanaz \| 235 m \| \| \| 108,324 \| Chindrieux \| 235 m \| \| \| 112,090 \| Tunnel du Grand Rocher (335 m) \| Tunnel du Grand Rocher (335 m) \| \| \| \| Lawinengalerie (68 m) \| \| \| \| 113,529 \| Tunnel de Brison (373 m) \| Tunnel de Brison (373 m) \| \| \| 114,669 \| Brison-Saint-Innocent \| 234 m \| \| \| 115,230 \| Tunnel de la Colombière (1 194 m) \| Tunnel de la Colombière (1 194 m) \| \| \| 117,883 \| \| \| \| \| \| Tunnel de Grésine (235 m) bis 1894 \| \| \| \| 118,245 \| \| \| \| \| 121,596 \| Sierroz (21 m) \| Sierroz (21 m) \| \| \| 122,100 \| Gleichrichterstation Aix-les-Bains \| Gleichrichterstation Aix-les-Bains \| \| \| \| Aix-les-Bains \| \| \| \| \| alte Strecke bis 1866 \| \| \| \| \| von Annemasse \| \| \| \| 123,622 \| Aix-les-Bains-Le Revard \| 244 m \| \| \| 128,286 \| Viviers-du-Lac \| 263 m \| \| \| 129,576 \| Galerie des Essarts (59 m) \| Galerie des Essarts (59 m) \| \| \| \| Voglans \| \| \| \| \| \| \| \| \| 130,865 \| Voglans \| 238 m \| \| \| 132,953 \| Autoroute A 41 \| Autoroute A 41 \| \| \| \| vom Dépôt de Chambéry \| \| \| \| 137,197 \| von Saint-André-le-Gaz \| von Saint-André-le-Gaz \| \| \| 137,673 \| Chambéry-Challes-les-Eaux \| 270 m \| \| \| 137,880 \| Überdeckung Nézin (280 m) \| Überdeckung Nézin (280 m) \| \| \| 139,255 \| Leysse (73 m) \| Leysse (73 m) \| \| \| 139,800 \| Gleichrichterstation Chambéry \| Gleichrichterstation Chambéry \| \| \| 145,440 \| Autoroute A 41 \| Autoroute A 41 \| \| \| 147,499 \| Chignin-Les Marches \| 297 m \| \| \| 150,600 \| Gleichrichterstation Montmélian \| Gleichrichterstation Montmélian \| \| \| 150,903 \| Montmélian \| 286 m \| \| \| 150,903 \| Bahnstrecke Grenoble–Montmélian von und nach Grenoble \| Bahnstrecke Grenoble–Montmélian von und nach Grenoble \| \| \| 154,925 \| Cruet \| 272 m \| \| \| 156,130 \| Galerie du record (33 m) \| Galerie du record (33 m) \| \| \| 160,967 \| Saint-Jean-de-la-Porte \| 291 m \| \| \| 162,381 \| Saint-Pierre-d’Albigny \| 295 m \| \| \| 164,149 \| Abzweigung Saint-Pierre-d’Albigny nach Bourg-St-Maurice \| Abzweigung Saint-Pierre-d’Albigny nach Bourg-St-Maurice \| \| \| 164,280 \| Gleichrichterstation St-Pierre-d’Albigny \| Gleichrichterstation St-Pierre-d’Albigny \| \| \| 165,929 \| Isère-Brücke (165 m) \| Isère-Brücke (165 m) \| \| \| 166,152 \| Autoroute A 43 \| Autoroute A 43 \| \| \| 166,220 \| Tunnel de Chamousset (241 m) \| Tunnel de Chamousset (241 m) \| \| \| 166,865 \| Chamousset \| 291 m \| \| \| 170,750 \| Aiton–Bourgneuf \| 305 m \| \| \| 172,067 \| Modalohr-Terminal \| Modalohr-Terminal \| \| \| \| \| \| \| \| 173,720 \| Autoroute A 43 \| Autoroute A 43 \| \| \| 175,198 \| Aiguebelle \| 323 m \| \| \| 176,400 \| Gleichrichterstation Aiguebelle \| Gleichrichterstation Aiguebelle \| \| \| 178,172 \| Arc-Brücke (67 m) \| Arc-Brücke (67 m) \| \| \| 180,258 \| Argentine \| 342 m \| \| \| 185,364 \| Épierre–Saint-Léger \| 369 m \| \| \| \| Gleichrichterstation Epierre \| \| \| \| 189,219 \| Tunnel de la Chapelle (2 Tunnel; 317 m) \| Tunnel de la Chapelle (2 Tunnel; 317 m) \| \| \| 193,231 \| Les Chavannes–Saint-Rémy \| 416 m \| \| \| 196,675 \| Bugeon-Brücke (19 m) \| Bugeon-Brücke (19 m) \| \| \| 198,081 \| Saint-Avre–La Chambre \| 448 m \| \| \| 199,000 \| Gleichrichterstation Saint-Avre \| Gleichrichterstation Saint-Avre \| \| \| 201,762 \| Tunnel de la Madeleine (350 m) \| Tunnel de la Madeleine (350 m) \| \| \| 202,764 \| Hochwasserumgehungsstrecke Pontamafrey \| Hochwasserumgehungsstrecke Pontamafrey \| \| \| 203,776 \| Ravoire-Brücke (10/23 m) \| Ravoire-Brücke (10/23 m) \| \| \| 203,854 \| Pontamafrey \| 498 m \| \| \| 204,762 \| \| \| \| \| 205,136 \| Autoroute A 43 \| Autoroute A 43 \| \| \| 207,022 \| Arc-Brücke (68 m) \| Arc-Brücke (68 m) \| \| \| 208,088 \| Saint-Jean-de-Maurienne-Arvan \| 536 m \| \| \| 208,207 \| Arvan-Brücke (44 m) \| Arvan-Brücke (44 m) \| \| \| 209,6xx \| Gleichrichterstation St-Jean de Maurienne \| Gleichrichterstation St-Jean de Maurienne \| \| \| 211,056 \| Tunnel de Villargondran (2 Tunnel, 128 m) \| Tunnel de Villargondran (2 Tunnel, 128 m) \| \| \| 212,378 \| Arc-Brücke (75 m) \| Arc-Brücke (75 m) \| \| \| 212,770 \| Tunnel de Saint-Julien (426 m) \| Tunnel de Saint-Julien (426 m) \| \| \| 214,330 \| Saint-Julien–Montricher \| 632 m \| \| \| 215,347 \| Arc-Brücke (15 m) \| Arc-Brücke (15 m) \| \| \| 215,874 \| Arc-Brücke (42 m) \| Arc-Brücke (42 m) \| \| \| 216,313 \| Tunnel de Saint-Martin (263 m) \| Tunnel de Saint-Martin (263 m) \| \| \| 218,373 \| Galerie de Pas-du-Roc Nr. 1 (46 m) \| Galerie de Pas-du-Roc Nr. 1 (46 m) \| \| \| 218,527 \| Galerie de Pas-du-Roc Nr. 2 (63 m) \| Galerie de Pas-du-Roc Nr. 2 (63 m) \| \| \| 220,364 \| Saint-Michel–Valloire \| 711 m \| \| \| 221,500 \| Gleichrichterstation Saint-Michel-de-Maurienne \| Gleichrichterstation Saint-Michel-de-Maurienne \| \| \| 221,846 \| Saussaz-Brücke (Arc, 48 m) \| Saussaz-Brücke (Arc, 48 m) \| \| \| 222,880 \| Autoroute A 43 \| Autoroute A 43 \| \| \| 223,418 \| Tunnel des Sorderettes (1.064 m) \| Tunnel des Sorderettes (1.064 m) \| \| \| 224,686 \| Tunnel de l'Âne (56m) \| Tunnel de l'Âne (56m) \| \| \| 225,116 \| Beginn Umfahrung Anvers \| Beginn Umfahrung Anvers \| \| \| 225,318 \| Orelle-Prémont \| 845 m \| \| \| 225,398 \| Arc-Brücke (57 m) \| Arc-Brücke (57 m) \| \| \| \| altes Trassee bis 1885 \| \| \| \| 225,747 \| Arc (57 m) \| Arc (57 m) \| \| \| 225,907 \| Ende Umfahrung Anvers \| Ende Umfahrung Anvers \| \| \| 225,907 \| Tunnel de la Doucière (133 m) \| Tunnel de la Doucière (133 m) \| \| \| 226,122 \| Tunnel d’Orelle (66 m) \| Tunnel d’Orelle (66 m) \| \| \| 226,381 \| Galerie Chenevier (21 m) \| Galerie Chenevier (21 m) \| \| \| 226,800 \| Gleichrichterstation Bronsonnière \| Gleichrichterstation Bronsonnière \| \| \| 227,126 \| Tunnel de la Bronsonnière (103 m) \| Tunnel de la Bronsonnière (103 m) \| \| \| 227,553 \| Tunnel du Chemin-de-fer Fell (136 m) \| Tunnel du Chemin-de-fer Fell (136 m) \| \| \| 227,960 \| Autoroute A 43 \| Autoroute A 43 \| \| \| 230,163 \| La Praz \| 957 m \| \| \| 230,655 \| Tunnel de la Praz (195 m) \| Tunnel de la Praz (195 m) \| \| \| 230,994 \| Tunnel de la Brèche (231 m) \| Tunnel de la Brèche (231 m) \| \| \| 231,748 \| Tunnel des Grandes Murailles (672 m) \| Tunnel des Grandes Murailles (672 m) \| \| \| 232,441 \| Beginn Umfahrung Freney \| Beginn Umfahrung Freney \| \| \| \| altes Trassee bis 1980 \| \| \| \| 233,114 \| Ende Umfahrung Freney \| Ende Umfahrung Freney \| \| \| 233,1xx \| Gleichrichterstation Freney \| Gleichrichterstation Freney \| \| \| 233,931 \| Tunnel des Épines Blanches (236 m) \| Tunnel des Épines Blanches (236 m) \| \| \| 235,956 \| Modane \| 1 057 m \| \| \| 236,467 \| Systemwechsel 1,5 kV / 3 kV Gleichstrom \| Systemwechsel 1,5 kV / 3 kV Gleichstrom \| \| \| 238,627 \| Tunnel de Saint-Antoine (566 m) \| Tunnel de Saint-Antoine (566 m) \| \| \| 240,208 \| Galerie de Rieu-Rioux (31 m) \| Galerie de Rieu-Rioux (31 m) \| \| \| 240,3xx \| Gleichrichterstation Terres-Froides \| Gleichrichterstation Terres-Froides \| \| \| 240,409 \| Mont-Cenis-Eisenbahntunnel (13 688 m) \| Mont-Cenis-Eisenbahntunnel (13 688 m) \| \| \| 247,316 \| Grenze Frankreich–Italien \| Grenze Frankreich–Italien \| \| \| \| Bahnstrecke Modane–Turin nach Turin \| \| |                      |                                                         |                                                         |
| Strecke |                      | von Lyon Perrache                                       | von Lyon Perrache                                       |
| Bahnhof | 101,344              | Culoz                                                   | 236 m                                                   |
| Abzweig geradeaus und nach links |                      | Bahnstrecke Lyon–Genève nach Genf                       | Bahnstrecke Lyon–Genève nach Genf                       |
| Strecke | 101,720              | Gleichrichterstation Culoz                              | Gleichrichterstation Culoz                              |
| Abzweig geradeaus und von links | 101,904              | Verbindungskurve von Genf                               | Verbindungskurve von Genf                               |
| Brücke über Wasserlauf | 103,345              | Culoz-Viadukt (210 m)                                   | Culoz-Viadukt (210 m)                                   |
| Bahnhof | 104,393              | Vions–Chanaz                                            | 235 m                                                   |
| Bahnhof | 108,324              | Chindrieux                                              | 235 m                                                   |
| Tunnelanfang | 112,090              | Tunnel du Grand Rocher (335 m)                          | Tunnel du Grand Rocher (335 m)                          |
| Tunnelende |                      | Lawinengalerie (68 m)                                   | Lawinengalerie (68 m)                                   |
| Tunnel | 113,529              | Tunnel de Brison (373 m)                                | Tunnel de Brison (373 m)                                |
| ehemaliger Bahnhof | 114,669              | Brison-Saint-Innocent                                   | 234 m                                                   |
| Tunnel | 115,230              | Tunnel de la Colombière (1 194 m)                       | Tunnel de la Colombière (1 194 m)                       |
| | 117,883              |                                                         |                                                         |
| Strecke · Tunnel (Strecke außer Betrieb) |                      | Tunnel de Grésine (235 m) bis 1894                      | Tunnel de Grésine (235 m) bis 1894                      |
| | 118,245              |                                                         |                                                         |
| Brücke über Wasserlauf | 121,596              | Sierroz (21 m)                                          | Sierroz (21 m)                                          |
| | 122,100              | Gleichrichterstation Aix-les-Bains                      | Gleichrichterstation Aix-les-Bains                      |
| Bahnhof (Strecke außer Betrieb) · Strecke |                      | Aix-les-Bains                                           | Aix-les-Bains                                           |
| Strecke (außer Betrieb) · Strecke |                      | alte Strecke bis 1866                                   | alte Strecke bis 1866                                   |
| Strecke (außer Betrieb) · Abzweig geradeaus und von links |                      | von Annemasse                                           | von Annemasse                                           |
| Strecke (außer Betrieb) · Bahnhof | 123,622              | Aix-les-Bains-Le Revard                                 | 244 m                                                   |
| Strecke (außer Betrieb) · Bahnhof | 128,286              | Viviers-du-Lac                                          | 263 m                                                   |
| Strecke (außer Betrieb) · Tunnel | 129,576              | Galerie des Essarts (59 m)                              | Galerie des Essarts (59 m)                              |
| Bahnhof (Strecke außer Betrieb) · Strecke |                      | Voglans                                                 | Voglans                                                 |
| |                      |                                                         |                                                         |
| ehemaliger Bahnhof | 130,865              | Voglans                                                 | 238 m                                                   |
| | 132,953              | Autoroute A 41                                          | Autoroute A 41                                          |
| Abzweig geradeaus und von links |                      | vom Dépôt de Chambéry                                   | vom Dépôt de Chambéry                                   |
| Abzweig geradeaus und von rechts | 137,197              | von Saint-André-le-Gaz                                  | von Saint-André-le-Gaz                                  |
| Bahnhof | 137,673              | Chambéry-Challes-les-Eaux                               | 270 m                                                   |
| Tunnel | 137,880              | Überdeckung Nézin (280 m)                               | Überdeckung Nézin (280 m)                               |
| Brücke über Wasserlauf | 139,255              | Leysse (73 m)                                           | Leysse (73 m)                                           |
| Strecke | 139,800              | Gleichrichterstation Chambéry                           | Gleichrichterstation Chambéry                           |
| | 145,440              | Autoroute A 41                                          | Autoroute A 41                                          |
| ehemaliger Bahnhof | 147,499              | Chignin-Les Marches                                     | 297 m                                                   |
| Strecke | 150,600              | Gleichrichterstation Montmélian                         | Gleichrichterstation Montmélian                         |
| Bahnhof | 150,903              | Montmélian                                              | 286 m                                                   |
| Abzweig geradeaus, nach rechts und von rechts | 150,903              | Bahnstrecke Grenoble–Montmélian von und nach Grenoble   | Bahnstrecke Grenoble–Montmélian von und nach Grenoble   |
| ehemaliger Bahnhof | 154,925              | Cruet                                                   | 272 m                                                   |
| Tunnel | 156,130              | Galerie du record (33 m)                                | Galerie du record (33 m)                                |
| ehemaliger Bahnhof | 160,967              | Saint-Jean-de-la-Porte                                  | 291 m                                                   |
| Bahnhof | 162,381              | Saint-Pierre-d’Albigny                                  | 295 m                                                   |
| Abzweig geradeaus und nach links | 164,149              | Abzweigung Saint-Pierre-d’Albigny nach Bourg-St-Maurice | Abzweigung Saint-Pierre-d’Albigny nach Bourg-St-Maurice |
| Strecke | 164,280              | Gleichrichterstation St-Pierre-d’Albigny                | Gleichrichterstation St-Pierre-d’Albigny                |
| Brücke über Wasserlauf | 165,929              | Isère-Brücke (165 m)                                    | Isère-Brücke (165 m)                                    |
| | 166,152              | Autoroute A 43                                          | Autoroute A 43                                          |
| Tunnel | 166,220              | Tunnel de Chamousset (241 m)                            | Tunnel de Chamousset (241 m)                            |
| Bahnhof | 166,865              | Chamousset                                              | 291 m                                                   |
| ehemaliger Bahnhof | 170,750              | Aiton–Bourgneuf                                         | 305 m                                                   |
| | 172,067              | Modalohr-Terminal                                       | Modalohr-Terminal                                       |
| |                      |                                                         |                                                         |
| | 173,720              | Autoroute A 43                                          | Autoroute A 43                                          |
| Bahnhof | 175,198              | Aiguebelle                                              | 323 m                                                   |
| Strecke | 176,400              | Gleichrichterstation Aiguebelle                         | Gleichrichterstation Aiguebelle                         |
| Brücke über Wasserlauf | 178,172              | Arc-Brücke (67 m)                                       | Arc-Brücke (67 m)                                       |
| ehemaliger Bahnhof | 180,258              | Argentine                                               | 342 m                                                   |
| Bahnhof | 185,364              | Épierre–Saint-Léger                                     | 369 m                                                   |
| Strecke |                      | Gleichrichterstation Epierre                            | Gleichrichterstation Epierre                            |
| Tunnel | 189,219              | Tunnel de la Chapelle (2 Tunnel; 317 m)                 | Tunnel de la Chapelle (2 Tunnel; 317 m)                 |
| ehemaliger Bahnhof | 193,231              | Les Chavannes–Saint-Rémy                                | 416 m                                                   |
| Brücke über Wasserlauf | 196,675              | Bugeon-Brücke (19 m)                                    | Bugeon-Brücke (19 m)                                    |
| Bahnhof | 198,081              | Saint-Avre–La Chambre                                   | 448 m                                                   |
| Strecke | 199,000              | Gleichrichterstation Saint-Avre                         | Gleichrichterstation Saint-Avre                         |
| Tunnel | 201,762              | Tunnel de la Madeleine (350 m)                          | Tunnel de la Madeleine (350 m)                          |
| | 202,764              | Hochwasserumgehungsstrecke Pontamafrey                  | Hochwasserumgehungsstrecke Pontamafrey                  |
| Brücke über Wasserlauf · Brücke über Wasserlauf (Strecke außer Betrieb) | 203,776              | Ravoire-Brücke (10/23 m)                                | Ravoire-Brücke (10/23 m)                                |
| ehemaliger Bahnhof · Strecke (außer Betrieb) | 203,854              | Pontamafrey                                             | 498 m                                                   |
| | 204,762              |                                                         |                                                         |
| | 205,136              | Autoroute A 43                                          | Autoroute A 43                                          |
| Brücke über Wasserlauf | 207,022              | Arc-Brücke (68 m)                                       | Arc-Brücke (68 m)                                       |
| Bahnhof | 208,088              | Saint-Jean-de-Maurienne-Arvan                           | 536 m                                                   |
| Brücke über Wasserlauf | 208,207              | Arvan-Brücke (44 m)                                     | Arvan-Brücke (44 m)                                     |
| Strecke | 209,6xx              | Gleichrichterstation St-Jean de Maurienne               | Gleichrichterstation St-Jean de Maurienne               |
| Tunnel | 211,056              | Tunnel de Villargondran (2 Tunnel, 128 m)               | Tunnel de Villargondran (2 Tunnel, 128 m)               |
| Brücke über Wasserlauf | 212,378              | Arc-Brücke (75 m)                                       | Arc-Brücke (75 m)                                       |
| Tunnel | 212,770              | Tunnel de Saint-Julien (426 m)                          | Tunnel de Saint-Julien (426 m)                          |
| ehemaliger Bahnhof | 214,330              | Saint-Julien–Montricher                                 | 632 m                                                   |
| Brücke über Wasserlauf | 215,347              | Arc-Brücke (15 m)                                       | Arc-Brücke (15 m)                                       |
| Brücke über Wasserlauf | 215,874              | Arc-Brücke (42 m)                                       | Arc-Brücke (42 m)                                       |
| Tunnel | 216,313              | Tunnel de Saint-Martin (263 m)                          | Tunnel de Saint-Martin (263 m)                          |
| Tunnel | 218,373              | Galerie de Pas-du-Roc Nr. 1 (46 m)                      | Galerie de Pas-du-Roc Nr. 1 (46 m)                      |
| Tunnel | 218,527              | Galerie de Pas-du-Roc Nr. 2 (63 m)                      | Galerie de Pas-du-Roc Nr. 2 (63 m)                      |
| Bahnhof | 220,364              | Saint-Michel–Valloire                                   | 711 m                                                   |
| Strecke | 221,500              | Gleichrichterstation Saint-Michel-de-Maurienne          | Gleichrichterstation Saint-Michel-de-Maurienne          |
| Brücke über Wasserlauf | 221,846              | Saussaz-Brücke (Arc, 48 m)                              | Saussaz-Brücke (Arc, 48 m)                              |
| | 222,880              | Autoroute A 43                                          | Autoroute A 43                                          |
| Tunnel | 223,418              | Tunnel des Sorderettes (1.064 m)                        | Tunnel des Sorderettes (1.064 m)                        |
| Tunnel | 224,686              | Tunnel de l'Âne (56m)                                   | Tunnel de l'Âne (56m)                                   |
| | 225,116              | Beginn Umfahrung Anvers                                 | Beginn Umfahrung Anvers                                 |
| Strecke | 225,318              | Orelle-Prémont                                          | 845 m                                                   |
| Strecke nach links · Strecke von rechts | 225,398              | Arc-Brücke (57 m)                                       | Arc-Brücke (57 m)                                       |
| Strecke · Strecke |                      | altes Trassee bis 1885                                  | altes Trassee bis 1885                                  |
| Strecke von links · Strecke nach rechts | 225,747              | Arc (57 m)                                              | Arc (57 m)                                              |
| | 225,907              | Ende Umfahrung Anvers                                   | Ende Umfahrung Anvers                                   |
| Tunnel | 225,907              | Tunnel de la Doucière (133 m)                           | Tunnel de la Doucière (133 m)                           |
| Tunnel | 226,122              | Tunnel d’Orelle (66 m)                                  | Tunnel d’Orelle (66 m)                                  |
| Tunnel | 226,381              | Galerie Chenevier (21 m)                                | Galerie Chenevier (21 m)                                |
| Strecke | 226,800              | Gleichrichterstation Bronsonnière                       | Gleichrichterstation Bronsonnière                       |
| Tunnel | 227,126              | Tunnel de la Bronsonnière (103 m)                       | Tunnel de la Bronsonnière (103 m)                       |
| Tunnel | 227,553              | Tunnel du Chemin-de-fer Fell (136 m)                    | Tunnel du Chemin-de-fer Fell (136 m)                    |
| Strecke mit Straßenbrücke | 227,960              | Autoroute A 43                                          | Autoroute A 43                                          |
| ehemaliger Bahnhof | 230,163              | La Praz                                                 | 957 m                                                   |
| Tunnel | 230,655              | Tunnel de la Praz (195 m)                               | Tunnel de la Praz (195 m)                               |
| Tunnel | 230,994              | Tunnel de la Brèche (231 m)                             | Tunnel de la Brèche (231 m)                             |
| Tunnel | 231,748              | Tunnel des Grandes Murailles (672 m)                    | Tunnel des Grandes Murailles (672 m)                    |
| | 232,441              | Beginn Umfahrung Freney                                 | Beginn Umfahrung Freney                                 |
| Strecke |                      | altes Trassee bis 1980                                  | altes Trassee bis 1980                                  |
| | 233,114              | Ende Umfahrung Freney                                   | Ende Umfahrung Freney                                   |
| Strecke | 233,1xx              | Gleichrichterstation Freney                             | Gleichrichterstation Freney                             |
| Tunnel | 233,931              | Tunnel des Épines Blanches (236 m)                      | Tunnel des Épines Blanches (236 m)                      |
| Bahnhof | 235,956              | Modane                                                  | 1 057 m                                                 |
| | 236,467              | Systemwechsel 1,5 kV / 3 kV Gleichstrom                 | Systemwechsel 1,5 kV / 3 kV Gleichstrom                 |
| Tunnel | 238,627              | Tunnel de Saint-Antoine (566 m)                         | Tunnel de Saint-Antoine (566 m)                         |
| Tunnel | 240,208              | Galerie de Rieu-Rioux (31 m)                            | Galerie de Rieu-Rioux (31 m)                            |
| Strecke | 240,3xx              | Gleichrichterstation Terres-Froides                     | Gleichrichterstation Terres-Froides                     |
| Tunnelanfang | 240,409              | Mont-Cenis-Eisenbahntunnel (13 688 m)                   | Mont-Cenis-Eisenbahntunnel (13 688 m)                   |
| Grenze (im Tunnel) | 247,316              | Grenze Frankreich–Italien                               | Grenze Frankreich–Italien                               |
| Strecke (im Tunnel) |                      | Bahnstrecke Modane–Turin nach Turin                     | Bahnstrecke Modane–Turin nach Turin                     |

Die Bahnstrecke Culoz–Modane (nach dem durchfahrenen Tal Maurienne auch Maurienne-Strecke genannt) ist eine zweigleisige Eisenbahnstrecke in der französischen Region Auvergne-Rhône-Alpes. Sie verbindet Culoz an der Bahnstrecke Lyon–Genève mit dem französischen Ort Modane. Die Strecke ist die westliche Zufahrt in Richtung Mont-Cenis-Tunnel und wird ab Modane als Bahnstrecke Modane–Turin fortgesetzt, womit sie eine Hauptverkehrsverbindung im internationalen Reise- und Güterverkehr zwischen Frankreich und Italien ist.

## Geschichte

### Entstehung
Im Jahre 1815 beschloss der Wiener Kongress die Rückgabe des seit 1792 von Frankreich annektierten Herzogtums Savoyen an das Königreich Sardinien.
Ab 1830, als die ersten Hauptstrecken des französischen Eisenbahnnetzes entstanden, begann die Diskussion über Eisenbahnprojekte zur Anbindung des Herzogtums an das internationale Eisenbahnnetz sowie für eine Verbindung zwischen Frankreich und dem zukünftigen Italien. Diese Projekte machten zwingend die Querung des Hauptalpenkamms zwischen Piemont mit dem sardischen Regierungssitz Turin und Savoyen notwendig. Der Zollagent und spätere Bauunternehmer Joseph François Médail aus Bardonecchia unterbreitete im August 1839 Karl Albert, dem König von Sardinien-Piemont, einen ersten Vorschlag für den Bau eines Tunnels unter dem Fréjus-Pass. Die durchs Maurienne-Tal führende Eisenbahn sollte am Schluss die Hauptstadt des Herzogtums Chambéry mit dem Regierungssitz des Königreichs in Turin verbinden. Médail verstarb jedoch 1844, ohne eine Antwort auf seinen Vorschlag erhalten zu haben.
Es verging ein weiteres Jahrzehnt, bis dem Königlichen Dekret von Viktor Emanuel II. vom 25. Mai 1853 zufolge die Compagnie du chemin de fer Victor-Emmanuel gegründet wurde. Die Eisenbahngesellschaft übertrug der englischen Baufirma Jackson, Brassey and Henfrey den Bau des ersten eingleisigen Streckenabschnittes zwischen Choudy bei Aix-les-Bains und Saint-Jean-de-Maurienne. Die Arbeiten begannen umgehend, und der 80 km lange Abschnitt konnte am 20. Oktober 1856 eingeweiht werden.
Während des Sardinischen Krieges im Jahre 1859, bei dem die französische Armee unter Napoleon III. auf der Seite des Königreichs kämpfte, wurde die Eisenbahn für Truppentransporte zur Front der Schlacht bei Magenta genutzt, bei der am 4. April 1858 die Österreicher geschlagen wurden. Ein am 21. Juli 1858 unterzeichneter Geheimvertrag zwischen Camillo Cavour, dem Regierungsvorsitzenden des sardischen Königreichs, und Frankreich sah die Abtretung von Savoyen an Frankreich vor. Zwar verzichtete Napoleon III. im Anschluss an den am 8. Juli 1859 geschlossenen Vorfrieden von Villafranca darauf, Savoyen und die Grafschaft Nizza zu übernehmen, annektierte aber Savoyen am 14. Juni 1860, nachdem sich die Bevölkerung bei einer Volksabstimmung mehrheitlich für einen Anschluss an Frankreich entschieden hatte.
Diese Ereignisse hatten erhebliche Auswirkungen für die neu in Frankreich zu bauende Bahnstrecke. Ein kaiserlicher Erlass vom 27. Mai 1863 bestätigte zwar die Vereinbarung zwischen dem Minister für öffentliche Arbeiten und der Compagnie du chemin de fer Victor-Emmanuel, dass die Konzession der Bahngesellschaft bestehen bleibt, aber gemäß zwei weiteren Vereinbarungen vom 9. Juni 1866 und vom 17. Juni 1867 musste die Bahngesellschaft alle auf französischem Boden gebauten und noch zu bauenden Streckenabschnitte dem französischen Staat überlassen, der sie wiederum an die Compagnie Paris-Lyon-Méditerranée (PLM) abstieß. Diese Vereinbarungen wurden am 27. September 1867 durch einen kaiserlichen Erlass in Kraft gesetzt.
Wegen des langsamen Fortschrittes beim Bau des Mont-Cenis-Eisenbahntunnels zwischen Modane und Bardonecchia schlug der leitende Ingenieur M. Brassey den Bau der Mont-Cenis-Bahn vor, einer provisorischen Eisenbahn von Saint-Michel-de-Maurienne über den Col du Mont Cenis nach Susa. Diese mit Fell-Lokomotiven befahrene Strecke ging am 15. Juni 1868 in Betrieb und wurde nur drei Jahre später am 19. September 1871 wieder eingestellt, als der Tunnel eröffnet wurde.

### Inbetriebnahme der Streckenabschnitte
- 20. Oktober 1856: Aix-les-Bains–Saint-Jean-de-Maurienne
- 31. August 1857: Saint-Innocent–Aix-les-Bains
- 27. Juli 1858: Rhone-Brücke–Saint-Innocent.
- 2. September 1858: Culoz–Rhone-Brücke
- 17. März 1862: Saint-Jean-de-Maurienne–Saint-Michel-de-Maurienne.
- 20. Oktober 1871: Saint-Michel-de-Maurienne–Modane. Am selben Tag gingen auch der Mont-Cenis-Tunnel und die italienische Strecke bis Bussoleno in Betrieb.

### Eisenbahnunfall von Saint-Michel-de-Maurienne
Am 12. Dezember 1917 ereignete sich einer der schwersten Eisenbahnunfälle der Welt bei Saint-Michel-de-Maurienne. Ein von Italien kommender vollbesetzter Militärzug entgleiste kurz vor dem Bahnhof wegen völlig ungenügender Bremswirkung, wobei ungefähr 700 Soldaten ums Leben kamen.

### Elektrifizierung

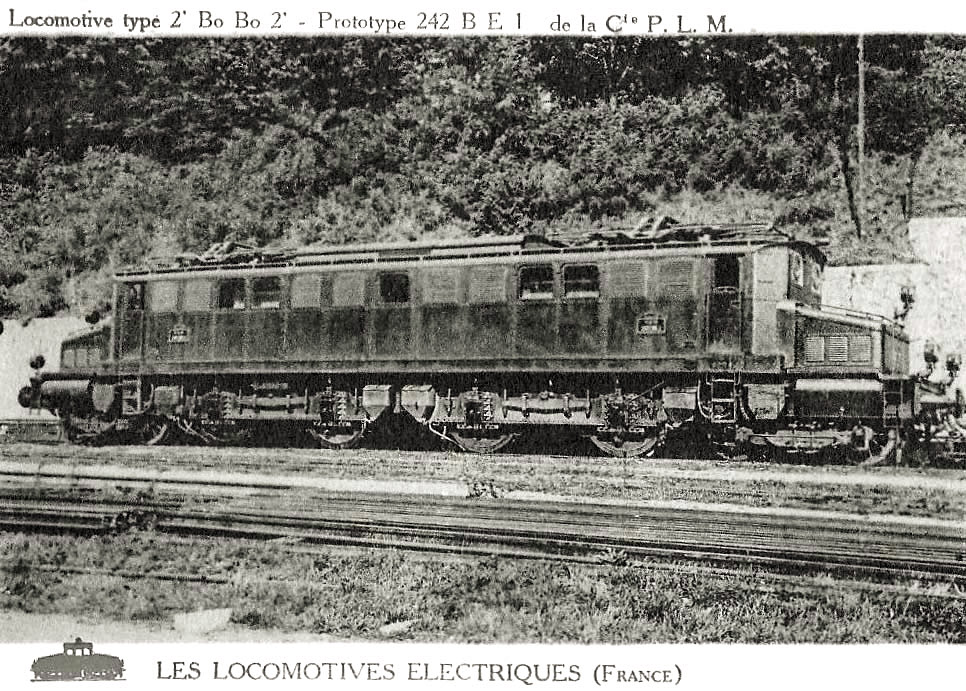
PLM 242 BE 1, die erste für den Probebetrieb gelieferte elektrische Lokomotive

Die Maurienne-Strecke wurde im Hinblick einer späteren Elektrifizierung der Bahnstrecke Marseille–Nizza von 1925 bis 1930 auf dem Abschnitt Chambéry–Modane für einen elektrischen Versuchsbetrieb mit einer seitlich angeordneten dritten Schiene für 1500 V Gleichstrom versehen.
Der Einrichtung und die Beobachtung des Versuchsbetriebes mit einer Stromschiene wurden im Vergleich mit einem Oberleitungsbetrieb als einfacher eingeschätzt. Außerdem wurde beim Errichten einer Oberleitung mit hohen Kosten gerechnet, weil die Lokomotiven auf den 30 ‰-Rampen der Strecke hohe Stromstärken benötigen. Die Fahrleitung hätte mit einer parallel zum Fahrdraht verlaufenden separaten großquerschnittigen Speiseleitung versehen werden müssen. Trotzdem wurde die Elektrifizierung mit dritter Schiene später nicht mehr ausgeführt, weil die Nachteile des Systems überwogen. So mussten in den Bahnhöfen mit einer Vielzahl von Weichen trotzdem Oberleitungen errichtet werden, und der Gleisunterhalt wurde wegen der in Bodennähe vorhandenen 1500 V aufwändiger.
Obwohl der Streckenabschnitt Culoz–Chambéry 1936 mit Fahrdraht überspannt wurde, blieb der Betrieb mit Stromschiene bis 1976 bestehen. Die letzten Stromschienen wurden zwischen Aiguebelle und Épierre entfernt. Die Nebengleise der Bahnhöfe behielten die Masten der Einfachfahrleitung aus den 1920er-Jahren. Einzig in Montmélian auf der Verbindungskurve für die Züge aus Saint-Pierre-d’Albigny in Richtung Grenoble wurden die alten Masten zwischen den Jahren 2012 und 2013 entfernt.
Für den Stromschienenbetrieb wurden 1922 vier Versuchslokomotiven bestellt. Nach deren Erprobung ab 1925 folgten Bestellungen über 30 Güterzugs- und 4 Schnellzugslokomotiven, die in den Jahren 1927 bis 1930 abgeliefert wurden. Eine der Schnellzugslokomotiven, die 2CC2 3402, ist erhalten geblieben. Sie ist die einzige unter Denkmalschutz gestellte Lokomotive und wird von der Association pour la Préservation du Matériel Ferroviaire Savoyard (APMFS) im Rundschuppen des Depots Chambéry betreut. Die Lok ist funktionsfähig, darf aber wegen fehlender Zulassung die Strecke nicht mehr befahren.
Aufgrund des gestiegenen Güterverkehrsvolumens wurden ab 1960 zusätzlich 22 Lokomotiven der Baureihe BB 1–80 der ehemaligen Chemin de fer de Paris à Orléans (PO) eingesetzt. Die „Biquettes“ (Geissen) genannten Lokomotiven verkehrten stets in Doppeltraktion. Eine ist erhalten geblieben und im Eisenbahnmuseum Mühlhausen ausgestellt.
Ende der 1950er-Jahre wurden sechs Loks der Baureihe CC 7100 mit Schleifschuhen für die dritte Schiene ausgerüstet. Ab 1970 kamen 20 Lokomotiven der Baureihe CC 6500 als letzte für den Stromschienenbetrieb ausgerüstete Fahrzeuge zum Depot Chambéry. Von ihnen ist die CC 6558 das einzige erhaltene Exemplar. Sie hat immer noch eine Zulassung und wird vom APMFS für Extrafahrten benutzt. Die Schleifschuhe sind aber abgebaut worden. Die 1973 dem Depot zugeteilten 35 Lokomotiven der Baureihe CC 7100 hatten bereits keine Schleifschuhe mehr.
Die Liste der Elektrolokomotiven der Maurienne-Strecke führt alle für den Einsatz auf der Strecke mit Schleifschuhen ausgerüsteten Lokomotiven auf.

### Hochwasserereignis 1957
In der Nacht vom 13. auf den 14. Juni 1957 verwüstete ein Hochwasser der Arc das ganze Tal der Haute-Maurienne und fügte der Strecke zwischen Modane und Pontamafrey schwere Schäden zu: 15 Kilometer Gleis wurden mitgerissen, der Bahnhof Saint-Michel-de-Maurienne und der Rangierbahnhof Saint-Jean-de-Maurienne überschwemmt, zahllose Böschungen zerstört, eine Brücke stürzte ein, und einige Tunnel wurden mit vom Fluss mitgerissenem Schotter gefüllt, im Bahnhof Saint-Michel-de-Maurienne stürzten Fahrleitungsmasten um, und an einigen Stellen waren die Schienen verwunden. Ab 4. Juli verkehrten die Züge wieder mit Elektrolok auf beiden Gleisen.

### Felssturz 2023

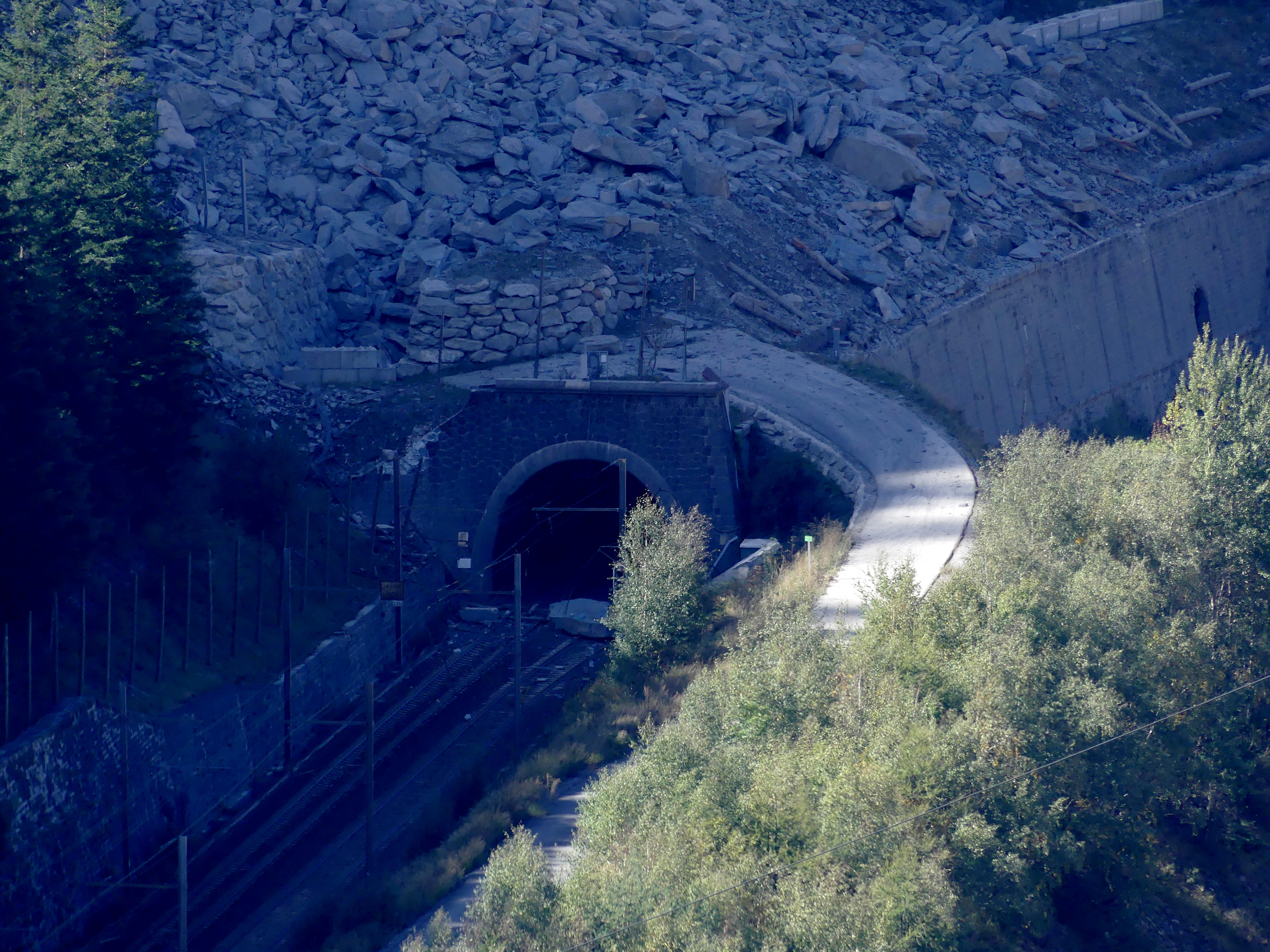
Felssturz vom 27. August 2023 am Tunnel de la Brèche.

Am 27. August 2023 ging gegen 17.15 Uhr bei Saint-André (zwischen den Bahnhöfen Saint-Michel-Valloire und Modane) ein 700-m³-Felssturz auf die Eisenbahntrasse und die benachbarte Autoroute A 43 ab. Die Strecke war in der Folge nicht mehr befahrbar. Nach Abschluss der schwierigen Sanierungsarbeiten wurde der durchgehende Verkehr zwischen Frankreich und Italien über diese Strecke zum 31. März 2025 wieder aufgenommen.

### Ausbau für den Kombinierten Verkehr
Das beengte Lichtraumprofil im Mont-Cenis-Eisenbahntunnel und weiterer Tunnel entlang der Transitachse Dijon–Turin war lange Zeit ein Hindernis für die flexible Durchführung des Kombinierten Verkehrs. Bis 2011 war der Transport von Sattelanhängern zwischen Modane und Turin auf 3,60 m Eckhöhe bzw. im Fall von Wechselbehältern auf 2,75 m Eckhöhe limitiert (Fahrzeugbegrenzungslinie GA bzw. KV-Profil P30/C30). Infolgedessen wurden vorwiegend Tanksattelanhänger (niedrige Fahrzeughöhe, zylindrischer Aufbau) transportiert. Seit September 2011 können Sattelanhänger mit 3,85 m Eckhöhe bzw. Wechselbehälter mit 3,00 m Eckhöhe (KV-Profil P385/C385) auf konventionellen Containertragwagen und Taschenwagen transportiert werden. Die von Lohr Industrie entwickelten Lohr-UIC-Taschenwagen gestatten seit Juni 2012 einen Transport von Sattelanhängern mit 4,00 m Eckhöhe. Die Spezialkonstruktionen weisen einen verkleinerten Raddurchmesser und infolgedessen besonders tiefe Aufstandsflächen auf.
Dem Ausbau der Transitachse Dijon–Modane–Turin für den Kombinierten Verkehr geht eine rund dreißigjährige Historie voraus. Im Jahr 1983 gab die SNCF das Ziel aus, das Lichtraumprofil transitrelevanter Strecken für die Begrenzungslinie GB1 (KV-Profil P385/C385) aufzuweiten. Im Jahr 1987 wurden entsprechende Planungen für den Abschnitt Chambéry–Modane konkretisiert. 1990 folgte die FS mit Planungen für den Abschnitt Modane–Turin. Im Januar 1991 verwarf die SNCF die Ausbaupläne GB+/GB1 auf einzelnen Abschnitten zugunsten der kostengünstigeren Variante GB (KV-Profil P40/C40). Im Januar 1998 war dieser Standard für die Gesamtstrecke Culoz–Modane erreicht. Der Mont-Cenis-Eisenbahntunnel sowie die italienische Strecke Modane–Turin wies weiterhin GA (P30/C30) auf, sodass noch keine internationale Befahrbarkeit für GB1 gegeben war. Am 7. November 2002 verständigten sich die Verkehrsminister Frankreichs (Gilles de Robien) und Italiens (Pietro Lunardi) in Rom auf den Ausbau der Transitachse zugunsten von GB1 (KV-Profil P385/C385). Zentraler Beschluss war die Finanzierung einer Generalsanierung und Aufweitung des Mont-Cenis-Eisenbahntunnels und 19 weiterer Tunnel und Unterführungen für GB1.

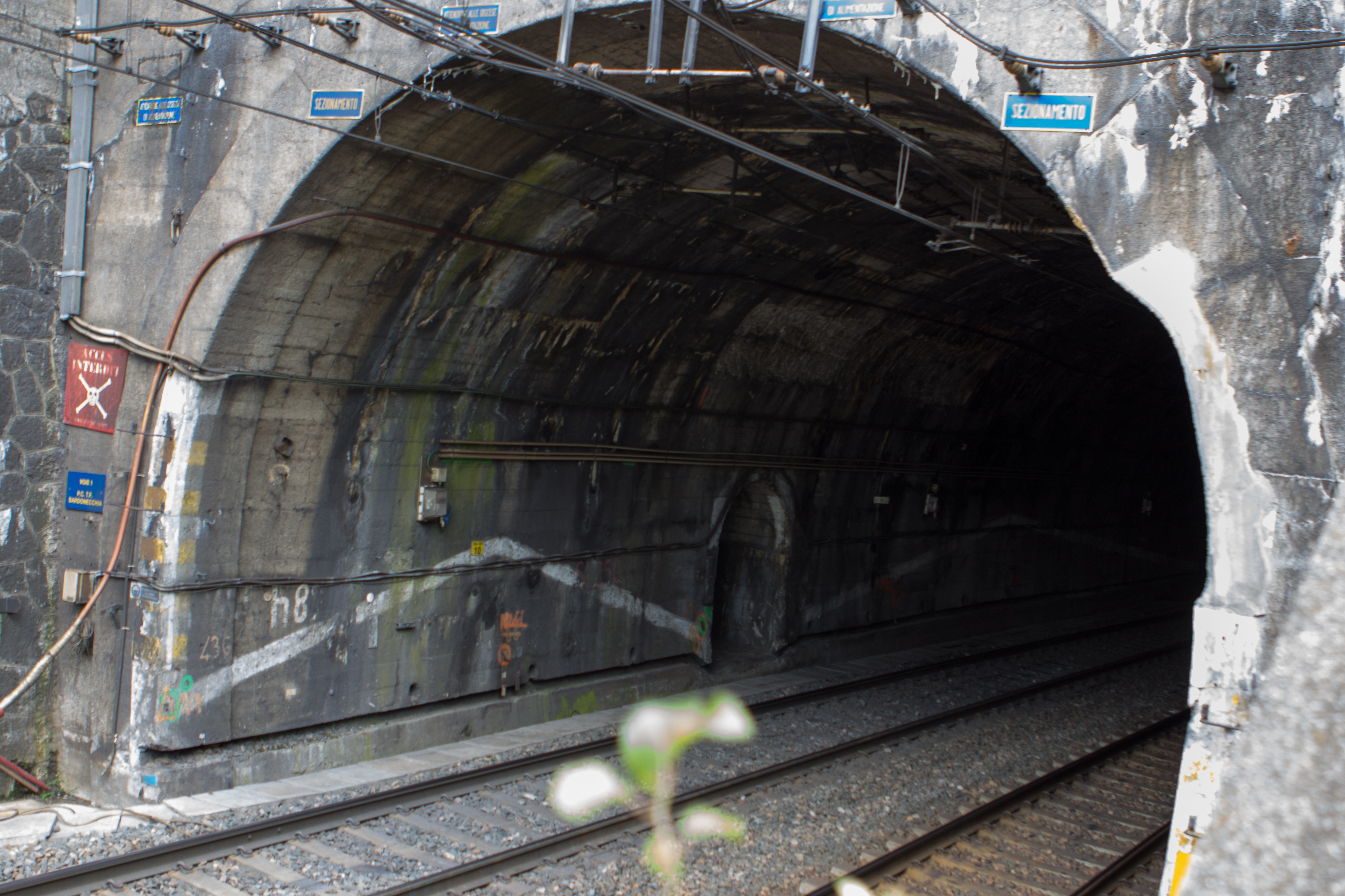
Nordportal des Mont-Cenis-Eisenbahntunnels (Zustand 2013).

Die Bauarbeiten am Mont-Cenis-Eisenbahntunnel wurden in italienische und französische Zuständigkeiten nördlich und südlich der Staatsgrenze unterteilt. Im Jahr 2003 begann RFI mit den Arbeiten im italienischen Tunnelabschnitt und schloss diese 2006 ab. Im französischen Tunnelabschnitt wurde im Zeitraum 2008 bis 2011 gearbeitet. Zur Umsetzung eines großzügigeren Lichtraumprofils wurde die Tunnelsohle mittels Fräs- und Sprengtechnik um bis zu 70 cm vertieft. Stellenweise war ein Austausch unterirdischer Gegengewölbe und Tunnelwiderlager notwendig. Auf mehreren Zehner Metern wurden geologische Störungen (insbesondere am Übergang zwischen Quarzit und Anhydrit) durch Verfüllung und Betonierung ausgeglichen. Das teils stark beschädigte Deckengewölbe wurde neu verfugt oder mit Spritzbeton verschalt. Ein zwischen den Gleisen gelegener, zentraler Entwässerungskanal musste neu angelegt werden. Für die erstmalige Unterbringung zeitgemäßer Tunnelleit- und Sicherungstechnik wurden etwa 90 Nischen in die Tunnelwände gesprengt. In der seit 1871 aufgegebenen Galerie kurz vor dem ehemaligen Nordportal (sogenannte Galerie de Visée) wurde ein 240 m³ fassender Löschwassertank installiert. Der gesamte Eisenbahnoberbau wurde neu angelegt.
Die achtjährige Bauzeit resultierte auch daher, dass der Eisenbahnverkehr während der Bauarbeiten im Gleiswechselbetrieb fortgeführt wurde, sodass aufwendige Sicherheitsvorkehrungen erforderlich waren. Aufgrund der Eingleisigkeit im Tunnel und täglichen, über mehrere Stunden andauernden Sperrpausen wurde die Kapazität der Transitachse Dijon–Modane–Turin mehr als halbiert. Verbliebene Zugleistungen erlitten häufig Verspätungen. Die Wiederaufnahme des zweigleisigen Betriebs verzögerte sich um mehrere Monate und fand am 12. September 2011 statt.

## Streckenbeschreibung
Die Bahnstrecke Culoz – Modane setzt sich in Bezug auf Trassierung und Geographie aus höchst unterschiedlichen Streckenabschnitten zusammen:
- Culoz – Aix-les-Bains: Überquerung der Rhône, flache Trassierung entlang des landschaftlich schönen Lac du Bourget
- Aix-les-Bains – Chambéry: Überwiegend gestreckte Trassierung in verstädterten Gebieten
- Chambéry – Montmélian: Gestreckte Trassierung entlang der Autobahn A 43, Übergang in das Isère-Tal
- Montmélian – Saint-Pierre-d'Albigny: Gestreckte Trassierung rechts der Isère an den Südhängen des Bauges-Massivs
- Saint-Pierre-d'Albigny – Saint-Jean-de-Maurienne: Großzügige Trassierung im noch weitläufigen Talboden des Arc
- Saint-Jean-de-Maurienne – Modane: Kurven- und tunnelreiche Steilstrecke im Engtal des Arc

Die nachfolgenden Detailbeschreibungen wurden anhand von Führerraumfahrten und Kartenmaterial abgeleitet.

### Abschnitt Culoz – Aix-les-Bains

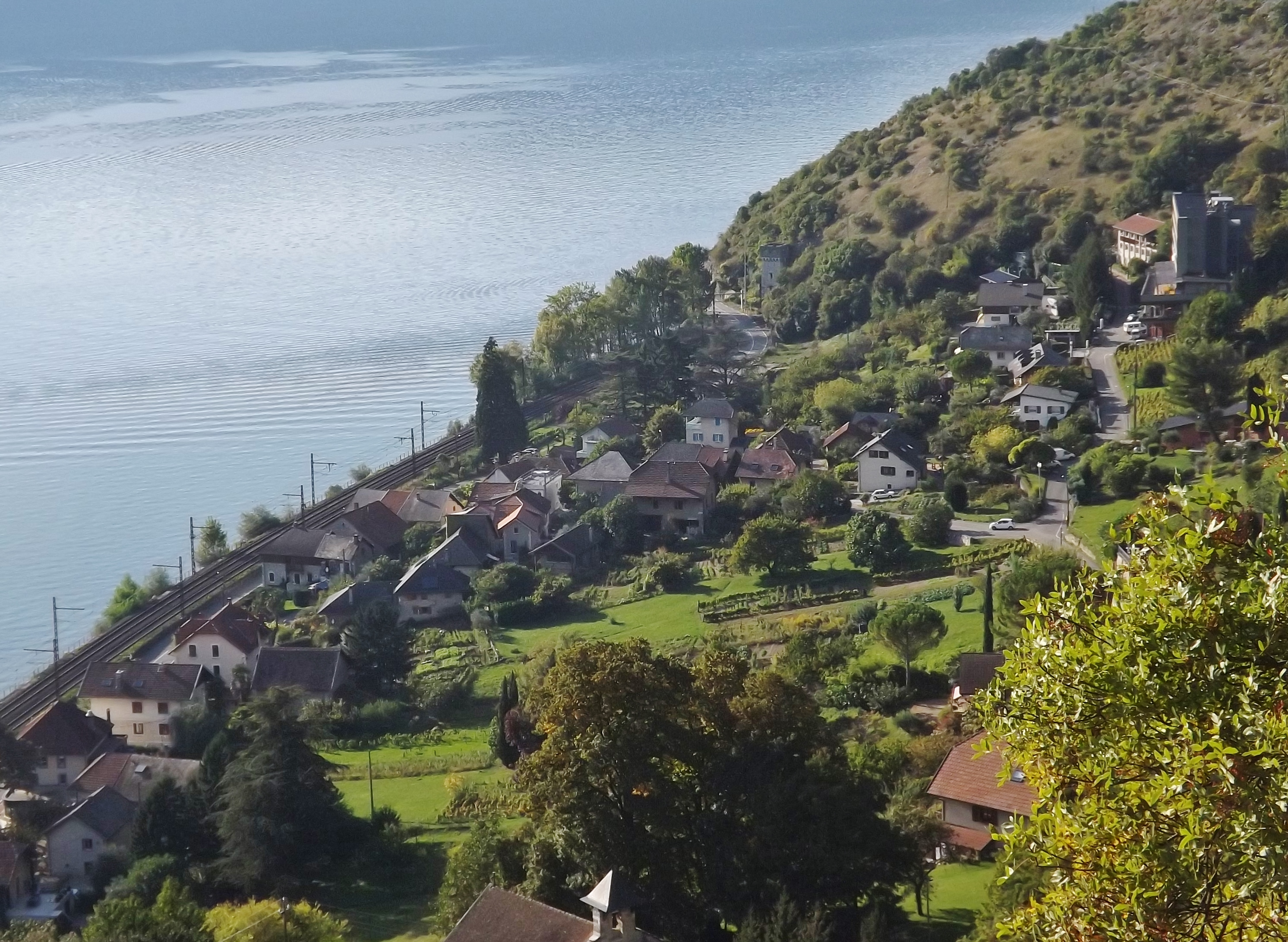
Südportal des Tunnel Brison (376 m Länge) an km 113,9 am Lac du Bourget (Aufnahme 2013).

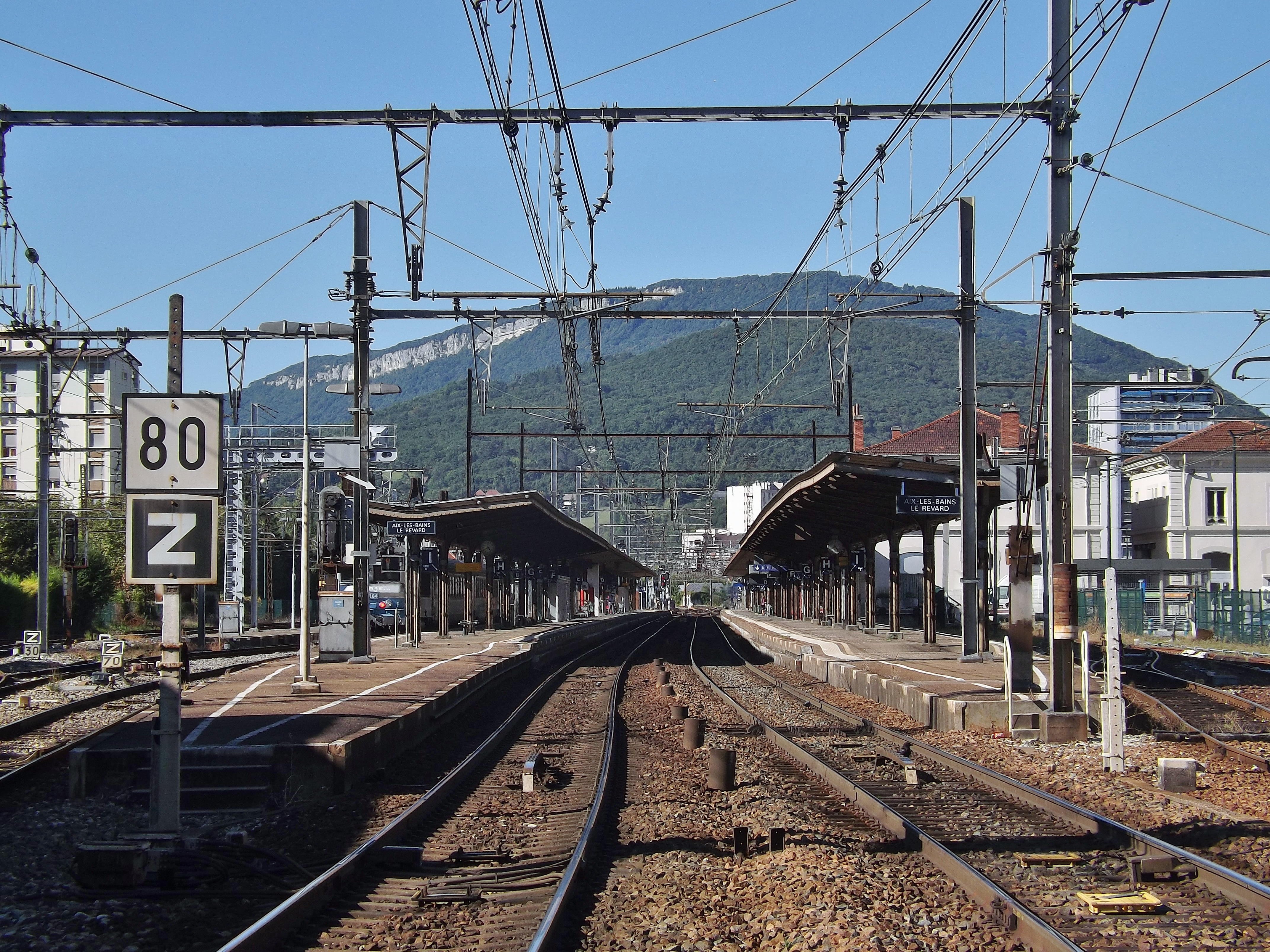
Streckengleise durch den Bahnhof Aix-les-Bains - Le Revard in Richtung Culoz; Geschwindigkeitstafel 80 km/h (Aufnahme 2013).

Die unter der SNCF-Streckennummer 900 000 geführte Bahnstrecke Culoz – Modane beginnt bzw. endet im Südteil des Trennungsbahnhofs Culoz. Züge in Richtung Aix-les-Bains verlassen die Bahnstrecke Lyon – Genf (Streckennummer 890 000) an km 101,0 noch vor den Bahnsteiganlagen Culoz. Die Trasse wendet sich anschließend in einem Rechtsbogen nach Südosten. An km 101,9 besteht eine eingleisige Verbindungskurve für Zugfahrten zwischen Aix-les-Bains und Genf. Die Strecken 890 000 und 900 000 sind per Gleisdreieck verknüpft. Die Abzweiggeschwindigkeiten betragen 80 km/h (Ambérieu – Aix-les-Bains) bzw. 60 km/h (Aix-les-Bains – Genf). Ab km 102,1 beträgt die Streckenhöchstgeschwindigkeit 120 km/h. An km 103,3 wird die Rhône überbrückt. Nach dem Bahnhof Chindrieux (km 108,3) wird die Strecke in einem Rechtsbogen an das Ostufer des Lac du Bourget geführt und ist mit bis zu 110 km/h befahrbar. Die beiden Gleise beanspruchen stellenweise die gesamte Fläche zwischen Ufersaum des Lac du Bourget und den östlich anschließenden Felsformationen. Diese bilden eine 250 bis 500 m hohe Wand. Zum Schutz vor Steinschlägen wurden umfangreiche Schutzvorkehrungen (Fangzäune, Steinschlag-Detektoren etc.) installiert. Im Bereich von km 112,1 bis 112,4 wird ein bis an das Seeufer heranragender Felssporn durchfahren (Tunnel Grand-Rocher, 338 m Länge). Im Tunnel de Colombière (1.244 m Länge) an km 16,5 wird die Streckenhöchstgeschwindigkeit auf 80 km/h reduziert, da das Gemeindegebiet Brison-Saint-Innocent in zwei engen gegenläufigen Bögen mit Radien von etwa 400 m umfahren werden muss. Anschließend beträgt die Streckenhöchstgeschwindigkeit erneut 110 km/h. Ab km 121,6 im Stadtgebiet Aix-les-Bains gilt 80 km/h. An km 123,5, kurz vor dem Bahnhof Aix-les-Bains - Le Revard, mündet die eingleisige Bahnstrecke Aix-les-Bains – Annemasse (via Annecy, Streckennummer 897 000) in die Hauptgleise.

### Abschnitt Aix-les-Bains – Chambéry

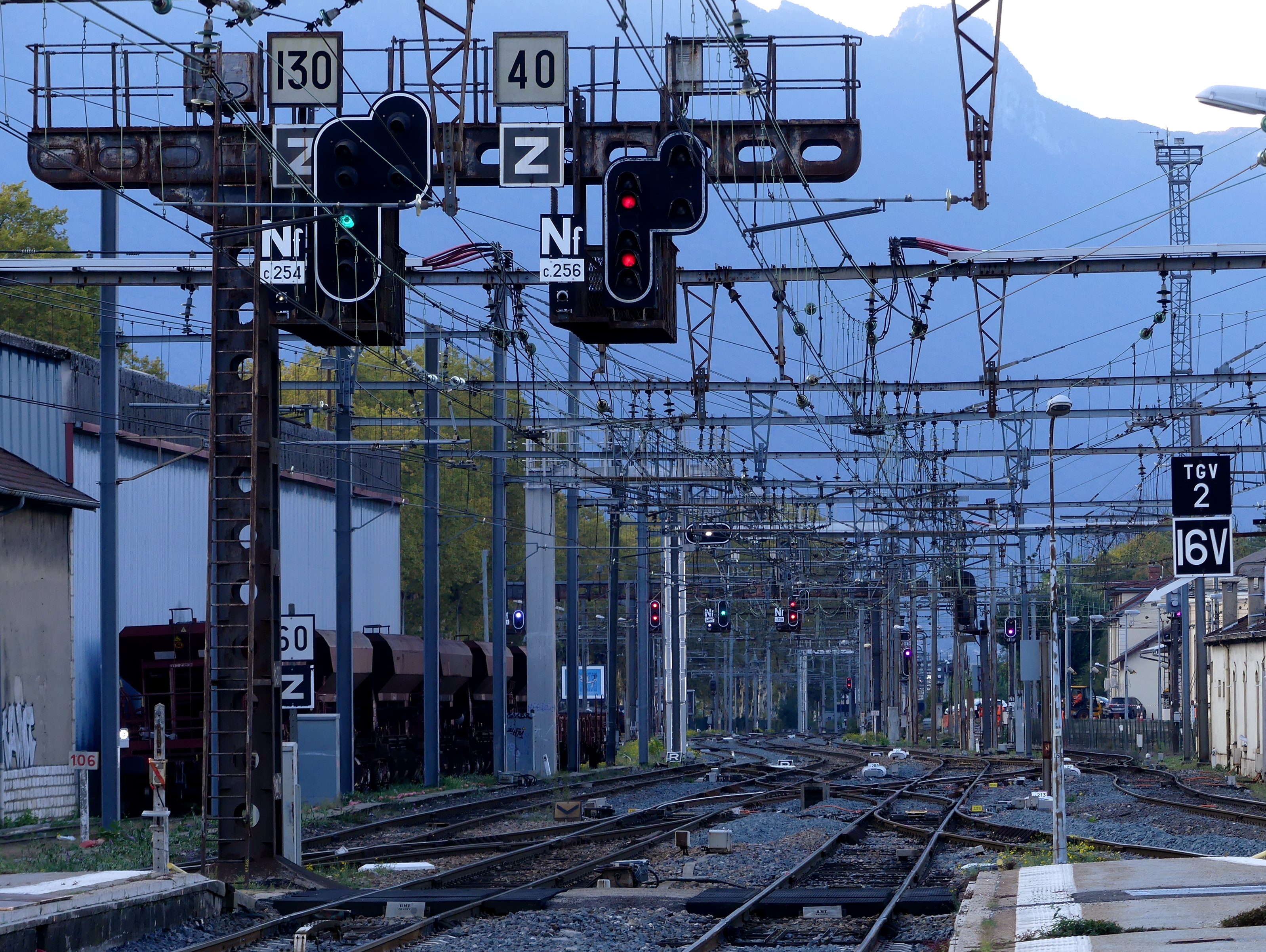
Ausfahrt aus dem Bahnhof Chambéry in Richtung Aix-les-Bains; Geschwindigkeitstafel 130 km/h (Aufnahme 2022).

Nach dem Bahnhof Aix-les-Bains - Le Revard (km 123,8) wird die Strecke bis km 125,3 dreigleisig weitergeführt. Ab dem km 124,1 beträgt die Streckenhöchstgeschwindigkeit 110 km/h. An km 128,3 wird der in einem Rechtsbogen gelegene Bahnhof Viviers-du-Lac passiert. An km 129,6 wird ein Hang östlich der Bahntrasse von der Galerie Essarts (59 m Länge) abgestützt. Ab dem km 131,3 liegt die Streckenhöchstgeschwindigkeit aufgrund der nun geradlinigeren Trassierung bei 150 km/h. An km 135,8 wird die eingleisige Bahnstrecke Saint-André-le-Gaz – Chambéry (Streckennummer 903 000) an die Hauptgleise herangeführt. Die drei Streckengleise führen anschließend zum Bahnhof Chambéry-Challes-les-Eaux (km 137,9).

### Abschnitt Chambéry – Montmélian

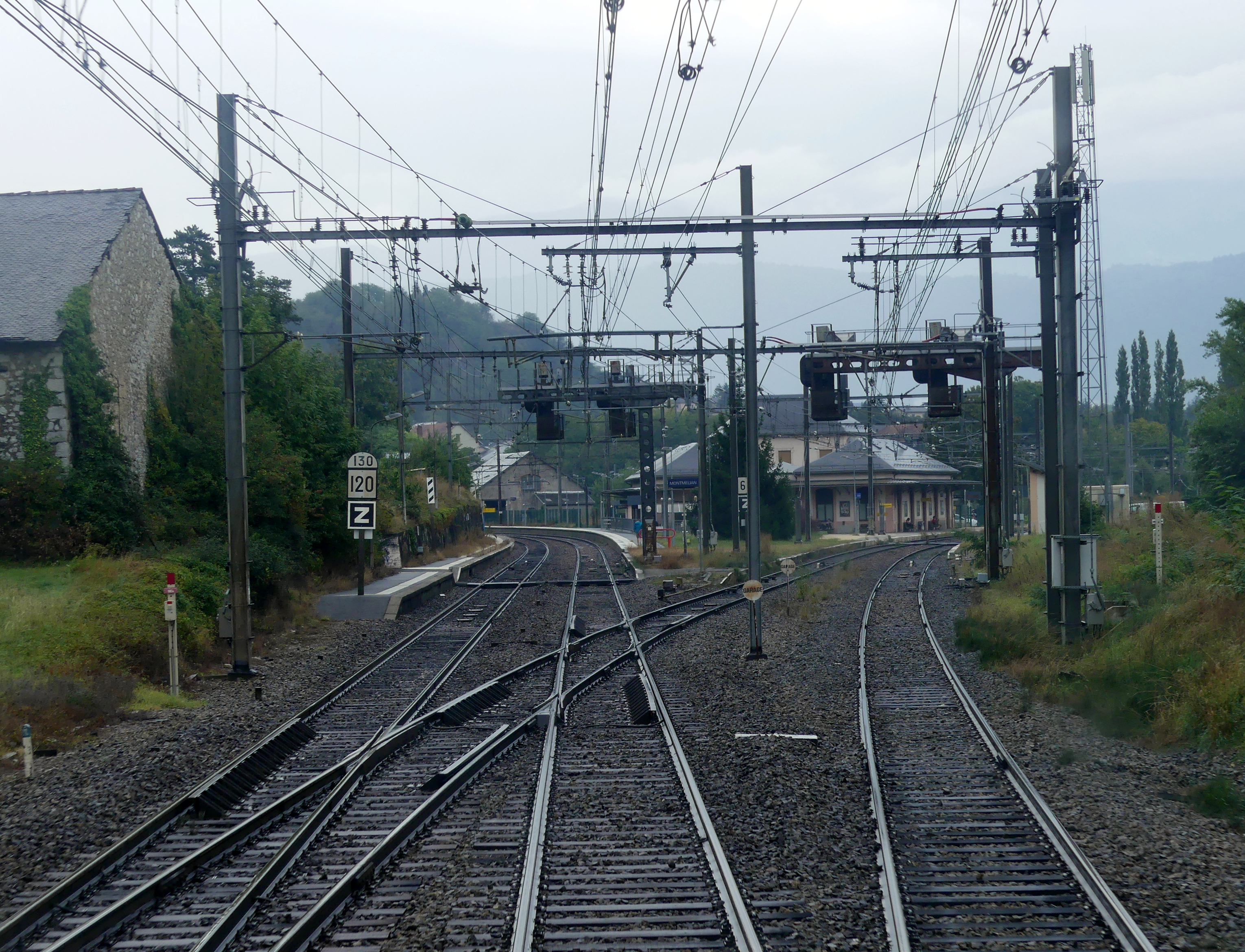
Abzweig nach Grenoble (rechts) und durchgehende Hauptgleise in Richtung Saint-Pierre-d'Albigny kurz vor dem Trennungsbahnhof Montmélian (Aufnahme 2020).

Nach dem Bahnhof Chambéry-Challes-les-Eaux (km 137,9) überquert die Strecke an km 139,5 den Fluss La Leysse. Ab dem km 140,5 beträgt die Streckenhöchstgeschwindigkeit 160 km/h. Die Autobahn A 43 wird an km 145,4 unterquert. An km 150,9 wird der Trennungsbahnhof Montmélian erreicht. Die Streckengeschwindigkeit beträgt nun 130 km/h. In Montmélian zweigt die zweigleisige Bahnstrecke Grenoble – Montmélian (Streckennummer 909 000) ab. Eine eingleisige Verbindungskurve ermöglicht zudem die Relation Grenoble – Albertville / Modane, sodass die beiden Hauptstrecken per Gleisdreieck verbunden sind.

### Abschnitt Montmélian – Saint-Pierre-d'Albigny

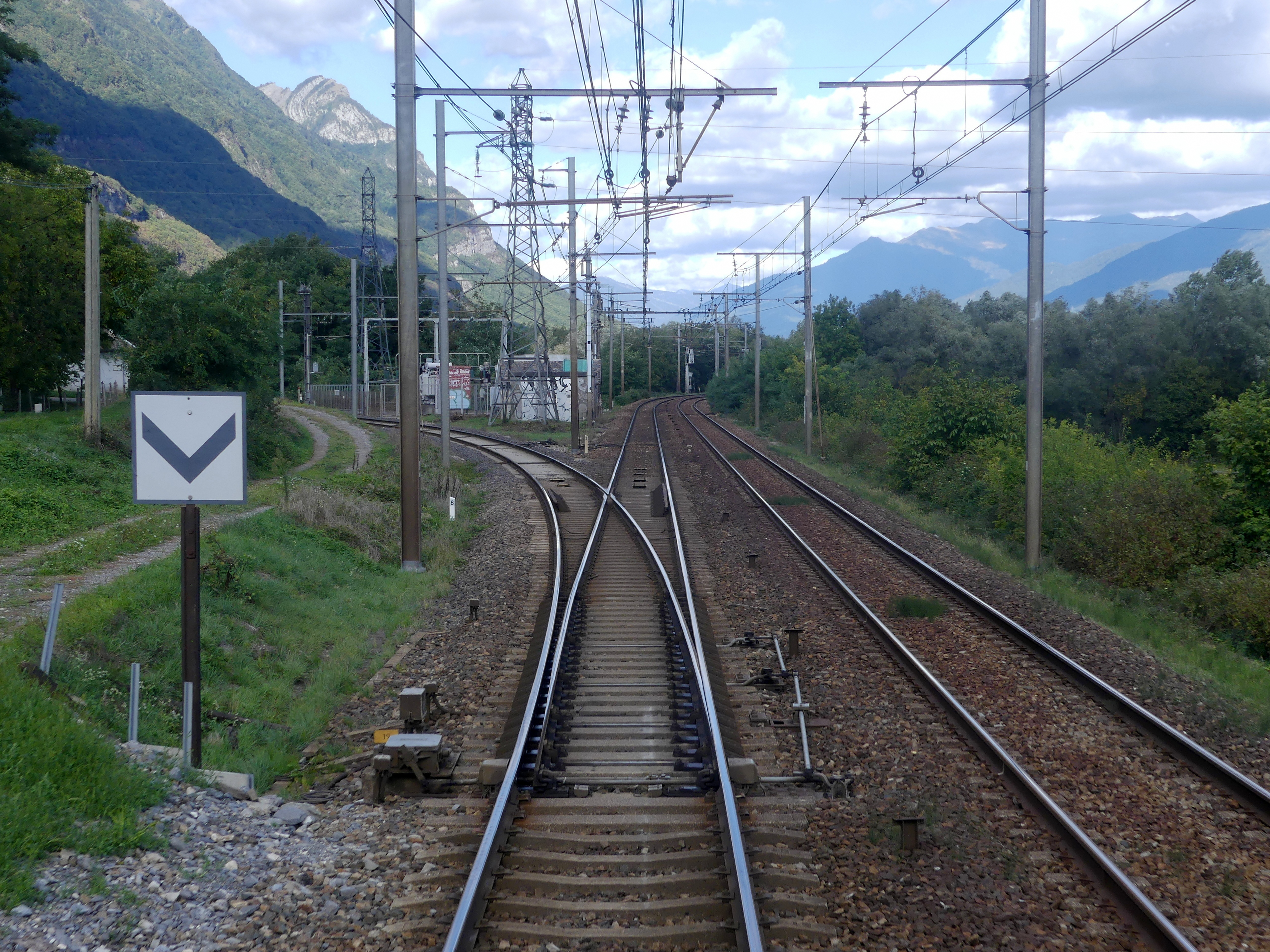
Abzweig nach Bourg-Saint-Maurice (links) und durchgehende Hauptgleise in Richtung Chamousset kurz nach Saint-Pierre-d'Albigny (Aufnahme 2022).

Unmittelbar nach der Einmündung der eingleisigen Verbindungskurve von und nach Grenoble (km 151,4) passiert die Strecke den Güterbahnhof Montmélian und führt anschließend am rechten Ufer der Isère nach Nordosten. Die Streckenhöchstgeschwindigkeit beträgt 130 km/h. An km 162,4 wird der Bahnhof Saint-Pierre-d’Albigny erreicht, wo neben den Streckengleisen ein etwa 750 m langes Überholgleis und mehrere deutlich kürzere Rangier- und Ladegleise existieren. Am km 164,5 zweigt die eingleisige Bahnstrecke Saint-Pierre-d’Albigny – Bourg-Saint-Maurice (Liniennummer 899 000) ab.

### Abschnitt Saint-Pierre-d'Albigny – Saint-Jean-de-Maurienne

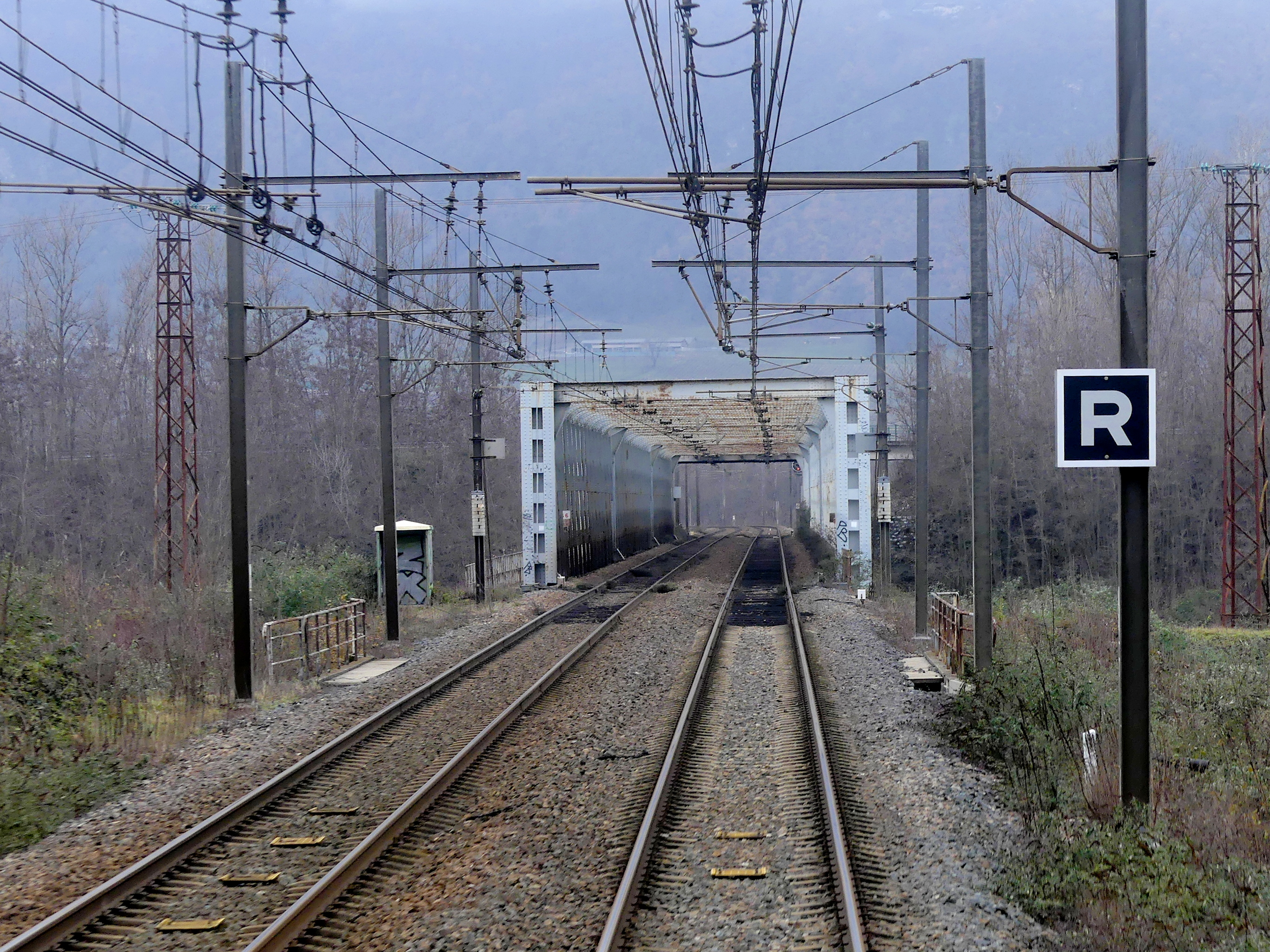
Isère-Brücke bei Chamousset; Fahrtrichtung Saint-Pierre-d'Albigny (Aufnahme 2022).

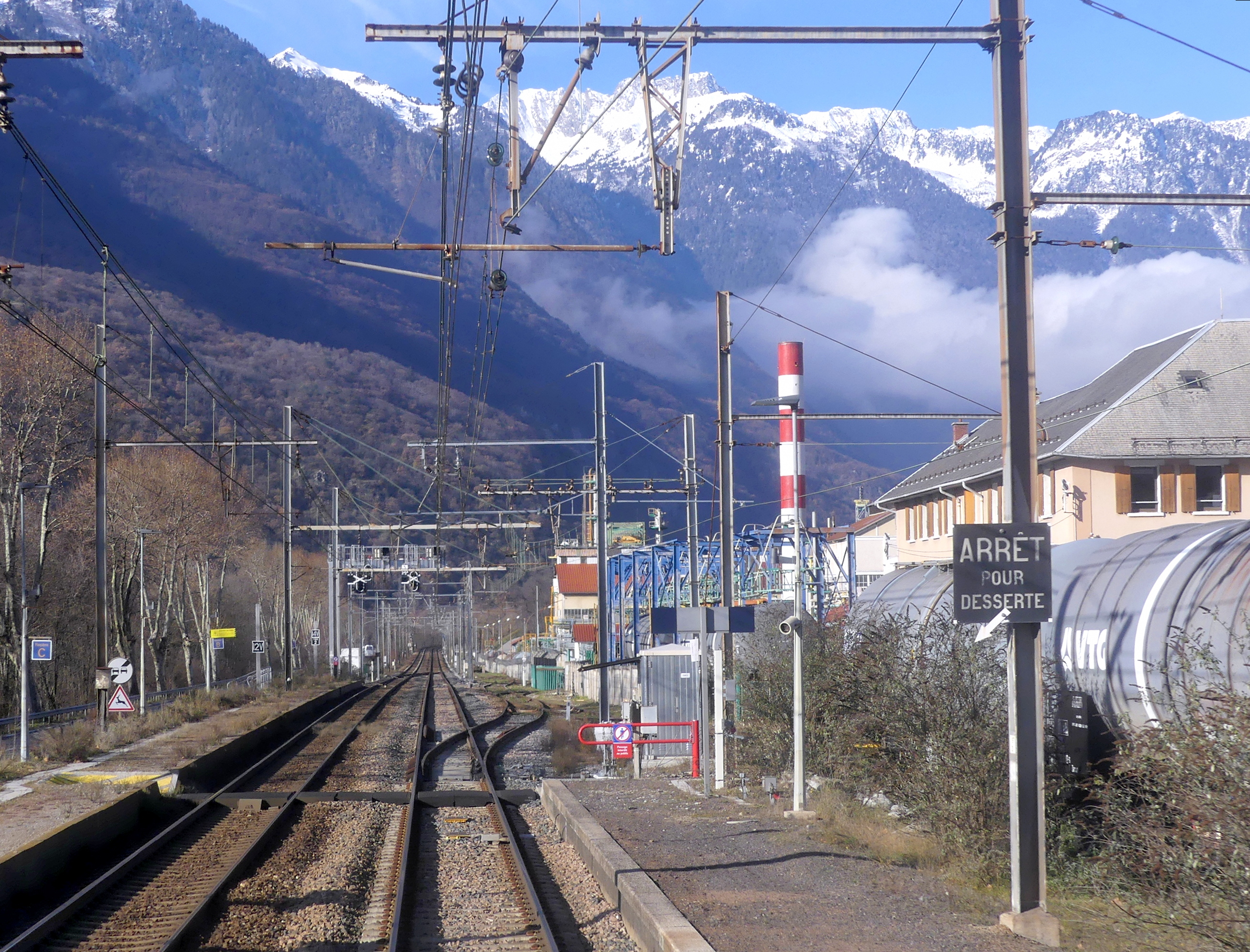
Gleisanschluss zum Chemiewerk Arkema am Bahnhof La Chambre; Blickrichtung Nordwesten (Aufnahme 2022).

Nach dem Abzweig der Bahnstrecke Saint-Pierre-d’Albigny – Bourg-Saint-Maurice (km 164,5) folgt die Strecke einer langgezogenen, mit maximal 130 km/h durchfahrbaren Rechtskurve und überquert bei km 166,1 die Isère. Wenige hundert Meter danach wird die A 43 sowie ein Teil von Chamousset (Tunnel de Chamousset, 241 m Länge) unterquert. Es folgt der Haltepunkt Chamousset (km 166,8). Die Streckenhöchstgeschwindigkeit beträgt nun 150 km/h. Von km 171,0 bis 172,1 führt die Strecke parallel zum Modalohr-Terminal Bourgneuf-Aiton, das an km 172,2 einen Anschluss an das Streckengleis in Richtung Modane besitzt. Die Lage des Terminals markiert den Übergang der Bahnstrecke vom Tal der Isère in das Tal des Arc bzw. in die Tallandschaft Maurienne. Ab km 175,0 reduziert sich die Streckenhöchstgeschwindigkeit auf 130 km/h. Nach dem Bahnhof Aiguebelle (km 175,2) beginnt die Strecke anzusteigen (mittlere Neigung Aiguebelle – Épierre: 4,5 ‰). An km 178,3 wird erstmalig der Arc gequert. Nördlich des Bahnhofs Épierre-St-Léger (km 185,4) zweigen Anschlussgleise zu einem Chemiewerk (Lanxess Épierre SAS, Stand 2023) ab. Im Bahnhof existieren neben den Streckengleisen zwei ca. 750 m lange Überholgleise. Zwischen Épierre und Saint-Avre – La Chambre (mittlere Neigung: 6 ‰) wird der aus zwei Röhren gebildete Tunnel de la Chapelle (318 m Länge) durchfahren. Im Bahnhof Saint-Avre – La Chambre (km 198,0) zweigen Anschluss- und Rangiergleise zu einem Chemiewerk (Arkema La Chambre, Stand 2023) ab. Einen Kilometer später (km 199,0) passiert die Strecke den Rangierbahnhof Saint-Avre – La Chambre mit 12 Rangier- und Abstellgleisen (max. 750 m Länge). Im Streckenabschnitt von Saint-Avre – La Chambre nach Saint-Jean-de-Maurienne (mittlere Neigung: 9 ‰) wird an km 201,4 die Streckenhöchstgeschwindigkeit auf 90 km/h gesenkt. An km 201,8 weist die Strecke einen Tunnel (Tunnel La Madeleine, 350 m Länge) mit engem Bogen (Radius ca. 450 m) auf. Ab km 202,2 gilt erneut die Streckenhöchstgeschwindigkeit von 130 km/h. Kurz vor Saint-Jean-de-Maurienne (km 209,0) überquert die Strecke den Arc und erreicht nach einem Linksbogen den Bahnhof. An diesen schließen sich ein erster Rangierbahnhof mit acht durchgängig befahrbaren Rangier- und Abstellgleisen (max. 550 m Gleislänge) sowie 16 als Stumpfgleise angelegten Abstellgleise (max. 300 m Gleislänge) an. Ein zweiter Rangierbahnhof (km 209,5) mit acht Stumpfgleisen (max. 550 m Gleislänge) existiert weiter östlich. Nördlich der Strecke bestehen Gleisanschlüsse zu einem Stahlwerk (TRIMET France, Stand 2023).

### Abschnitt Saint-Jean-de-Maurienne – Modane

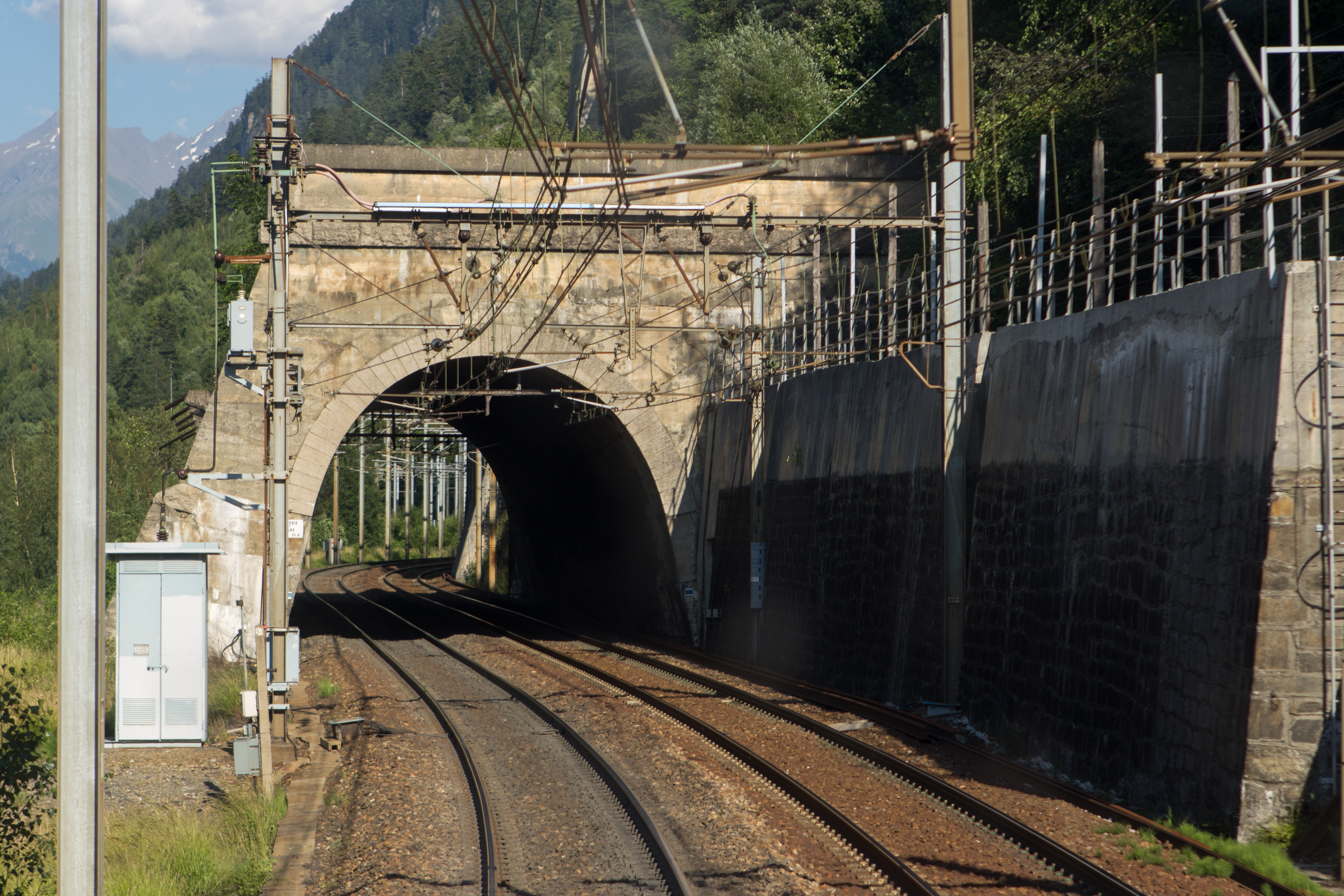
Hangtunnel L'Âne (56 m Länge) an km 224,7 (Aufnahme 2023).

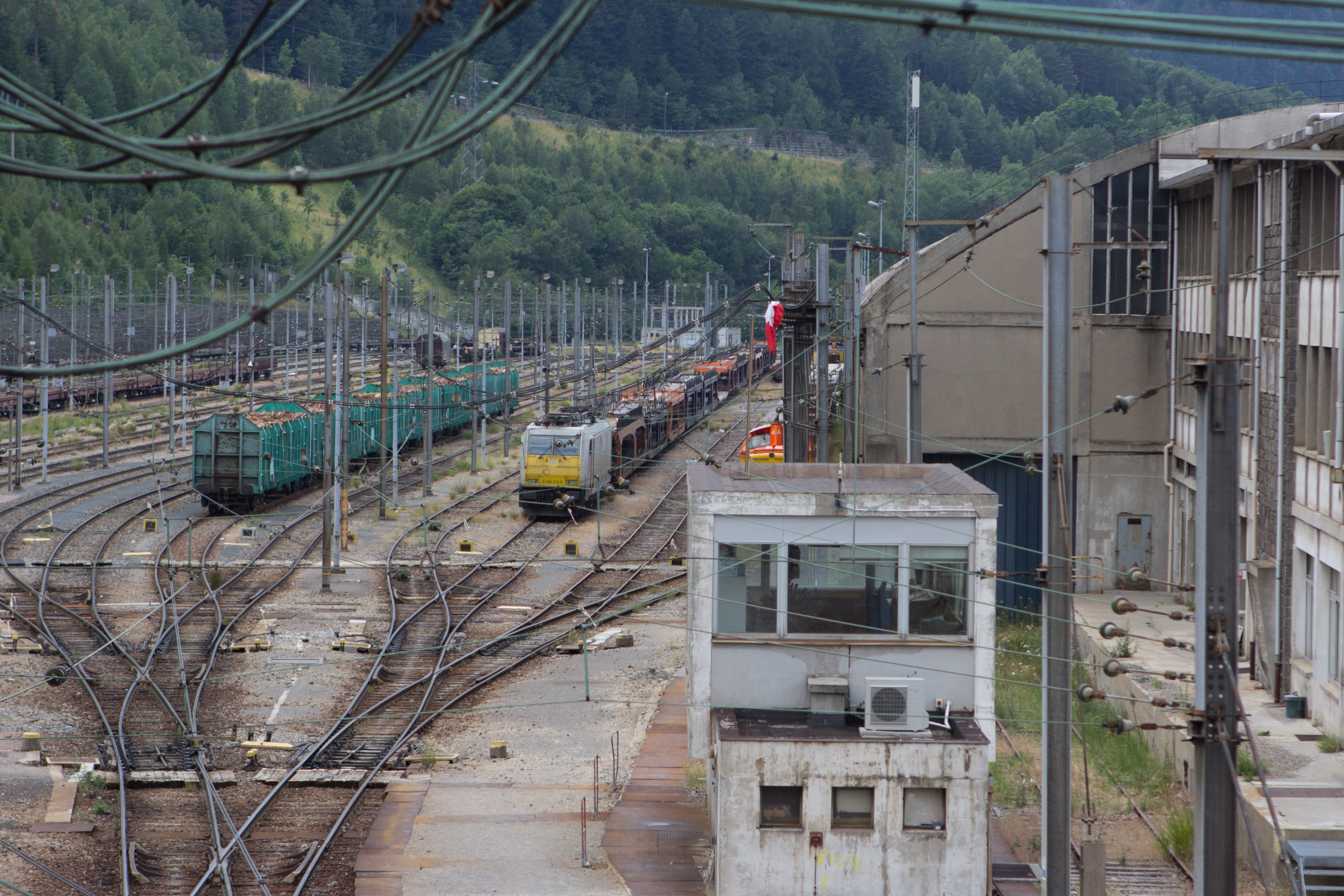
Rangierbahnhof Modane (Faisceau Export); Blickrichtung Westen (Aufnahme 2013).

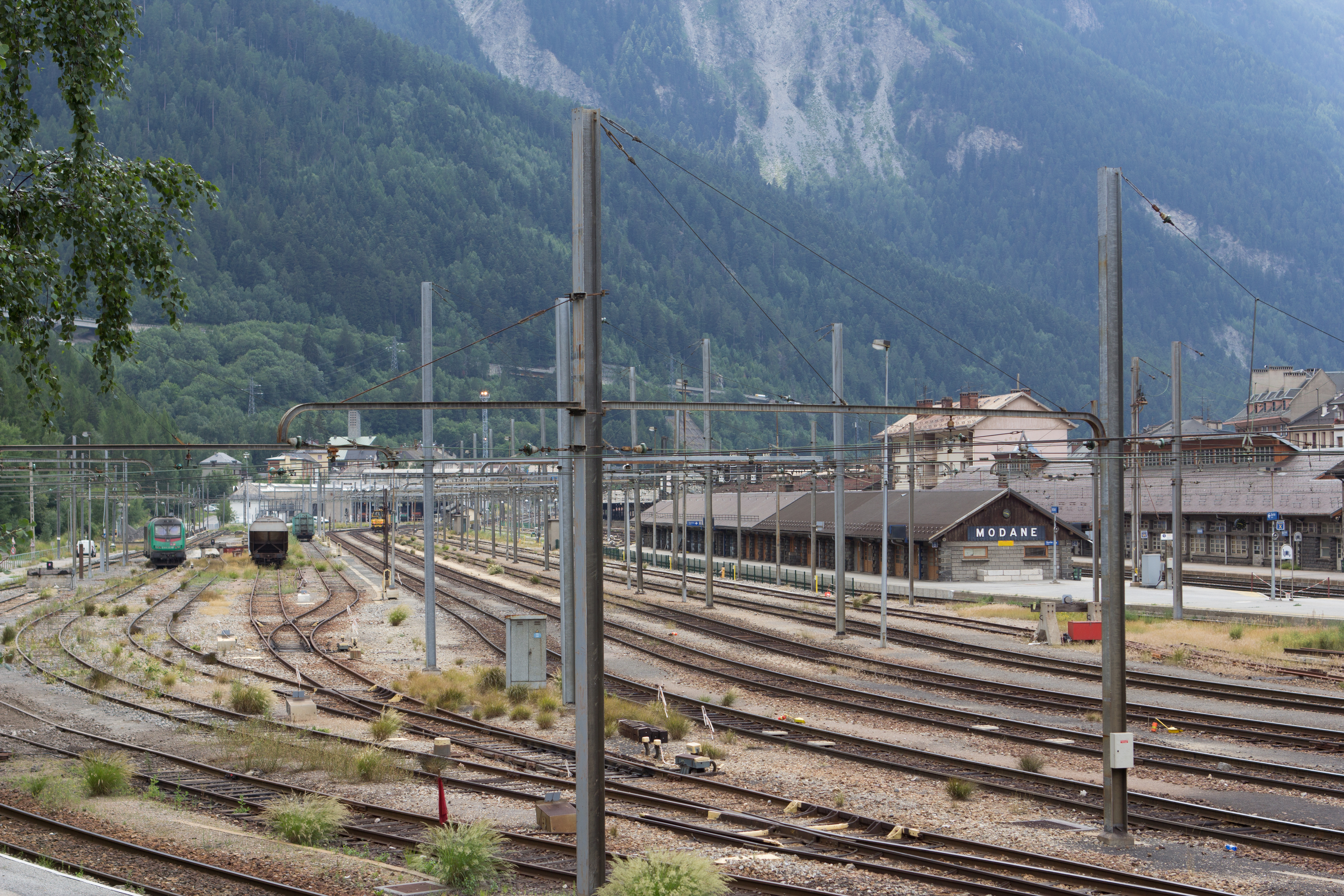
Rangierbahnhof Modane (Faisceau Import) und Personenbahnhof (rechts im Bild); Blickrichtung Südwesten (Aufnahme 2013).

Ab Saint-Jean-de-Maurienne steigt die Strecke merklich an (mittlere Neigung bis Saint-Michel-de-Maurienne: 14,5 ‰). An km 211,3 wird der Gebirgsbach Rieubel in zwei Tunnelröhren unterquert (Tunnel Villargondran, 128 m Länge). An km 212,5 überquert die Strecke den Arc. Es folgt der Tunnel Saint-Julien (426 m Länge) mit zwei Röhren. In Saint-Julien-Montricher zweigen Anschlussgleise zu einem Kieswerk ab. An km 215,6 und km 216,0 wird der Arc gequert. Es folgt ein Tunnel mit zwei Röhren (Tunnel Saint-Martin, 263 m Länge). Zwei Lawinenschutztunnel (Pas-du-Roc 1, 46 m Länge und Pas-du-Roc 2, 63 m Länge) sichern die Trasse an km 218,4 und km 218,5. In Saint-Michel-de-Maurienne (km 220,0) bestehen drei Bahnsteig- sowie zwei Abstellgleise (max. 220 m Gleislänge). Anschlussgleise nördlich des Bahnhofs liegen brach. Ab Saint-Michel-de-Maurienne beginnt der steilste Streckenabschnitt (mittlere Neigung bis Modane: 23 ‰) mit Bogenradien teilweise unter 400 m. Die Streckenhöchstgeschwindigkeit beträgt nun 115 km/h. An km 225,5 und km 224,9 wird der Arc überquert. Es folgen die Tunnel La Doucière (133 m Länge), Galerie d’Orelle (66 m Länge), Chenevier (21 m Länge), La Bronsonnière (103 m Länge) und Chemin-Fell (136 m Länge) mit jeweils einer Tunnelröhre. Die an Steilhängen verlaufende Trasse wird beinahe durchgängig mit Stützmauern, Fangzäunen, anderweitigen Verbauungen und Steinschlagdetektoren abgesichert. Nach dem ehemaligen Haltepunkt La Praz (km 230,3) folgen in kurzer Abfolge die Tunnel La Praz (116 m Länge), La Brèche (307 m Länge) sowie Grandes Murailles (672 m Länge). Nach der Durchfahrt des Örtchens Le Freney (km 233,2) wird der Tunnel Épines-Blanches (236 m Länge) passiert. Ab km 234,4 beginnen die Gleisanlagen des Bahnhofs Modane. Die Streckenhöchstgeschwindigkeit beträgt 90 km/h. Nördlich der Hauptgleise befinden sich 17 mit Fahrdraht überspannte Rangier- und Abstellgleise mit bis zu 500 m Länge (sog. Faisceau Chantier Export, Gleisbündel für den Warenexport). An km 235,7 liegt östlich der Hauptgleise ein Lokschuppen der SNCF mit Drehscheibe. An km 236,0 befindet sich der Personenbahnhof Modane mit vier Bahnsteigkanten. Südlich des Personenbahnhofs schließen sich vier Gütergleise mit ca. 550 m Nutzlänge sowie Abstellgleise für Lokomotiven an. Fünf weitere, 550 m lange Gütergleise befinden sich nordöstlich des Personenbahnhofs im von RFI verwalteten Infrastrukturabschnitt in Richtung Bardonecchia. Nach der Ausfahrt aus Modane schließt sich ab km 238,1 eine 180-Grad-Kehre an, die teilweise in einem Tunnel liegt (Tunnel Saint-Antoine, 566  Länge). Das Portal des Mont-Cenis-Eisenbahntunnels wird an km 240,4 erreicht. Die französisch-italienische Staatsgrenze wird nach sieben Kilometern Tunnelstrecke, an km 247,4, passiert.

## Betriebliche Besonderheiten

### Vorspann- und Schiebedienste

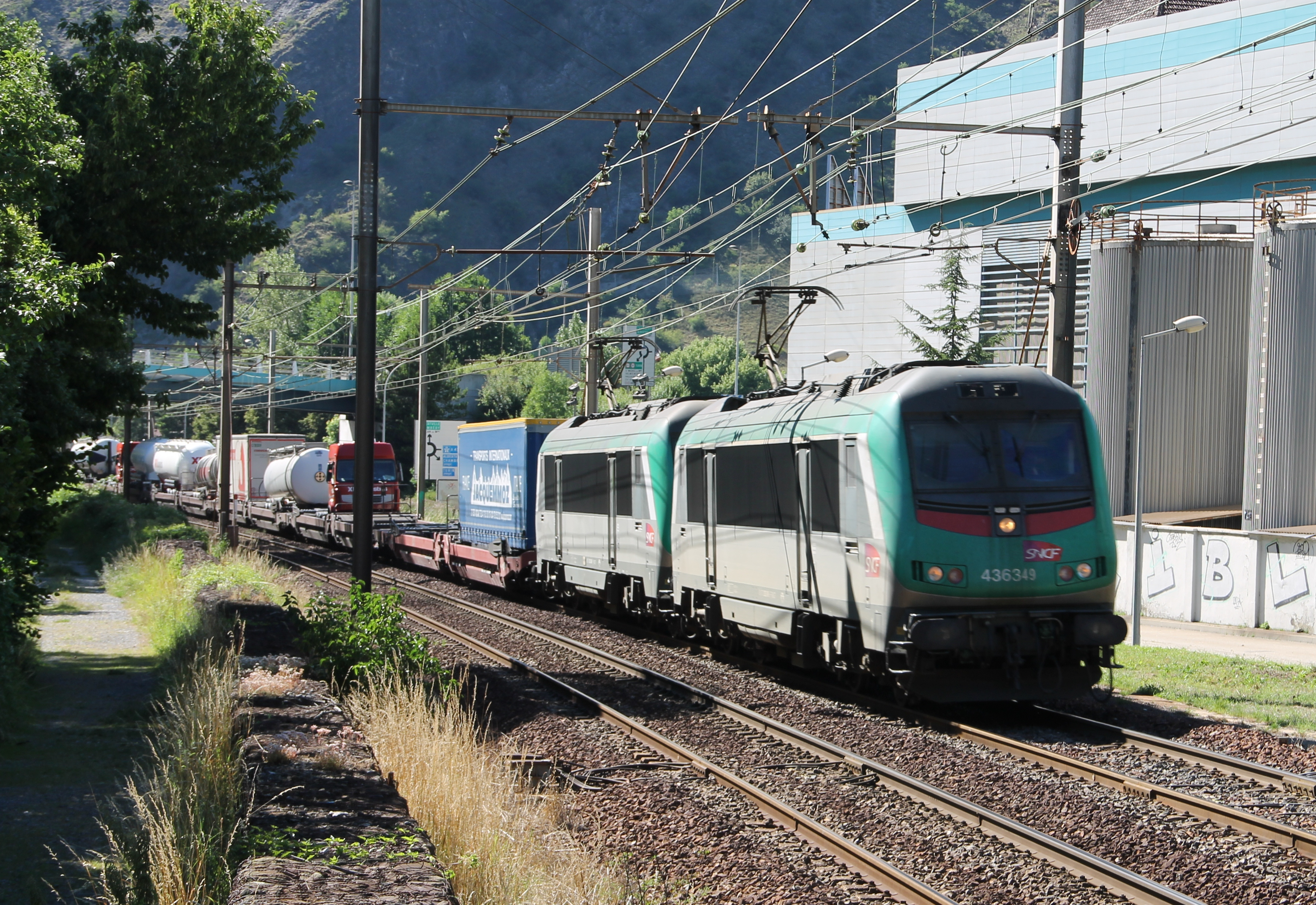
Zwei führende Triebfahrzeuge SNCF BB 36300 am Modalohr-Shuttle Aiton – Orbassano in Saint-Michel-de-Maurienne (Aufnahme 2016).

Die im Streckenverlauf Saint-Jean-de-Maurienne – Modane – Mont-Cenis-Eisenbahntunnel vorhandene Längsneigung von bis zu 30 ‰ (bzw. 33 ‰, wenn der Reibungswiderstand in Kurven mitberücksichtigt wird) führt zu Restriktionen bei der zulässigen Wagenzugbruttomasse im Vergleich zum übrigen Hauptstreckennetz Frankreichs:
- Züge mit einem führenden Triebfahrzeug: maximal 1 000 Tonnen Masse; limitierender Faktor ist das Erreichen der Zughakengrenzlast im Steigungsabschnitt.
- Züge mit zwei führenden und einem schiebenden Triebfahrzeug: maximal 1 600 Tonnen Masse; maßgebend ist hier die Anfahrgrenzlast im Steigungsabschnitt.

Werden Güterzüge in Richtung Modane – Chambéry, d. h. bergab, geführt, beträgt die maximale Wagenzugbruttomasse 1 820 Tonnen.
In dem vom französischen Infrastrukturbetreiber SNCF Réseau verwalteten Streckenabschnitt Saint-Jean-de-Maurienne – Modane gilt die betriebliche Regelung, dass das nachschiebende Triebfahrzeug mit dem Zugende gekuppelt sowie mit der Hauptluftleitung des Zugverbands verbunden sein muss. Im Streckenabschnitt Modane – Mont-Cenis-Eisenbahntunnel gilt die Regelung des italienischen Infrastrukturbetreibers RFI, dass das nachschiebene Triebfahrzeug lediglich angekuppelt wird. Dieses kann nach dem Erreichen des Brechpunktes im Mont-Cenis-Eisenbahntunnels ferngesteuert vom Zug entkuppeln und nach Modane zurückkehren.

### Abläufe im Grenzbahnhof Modane

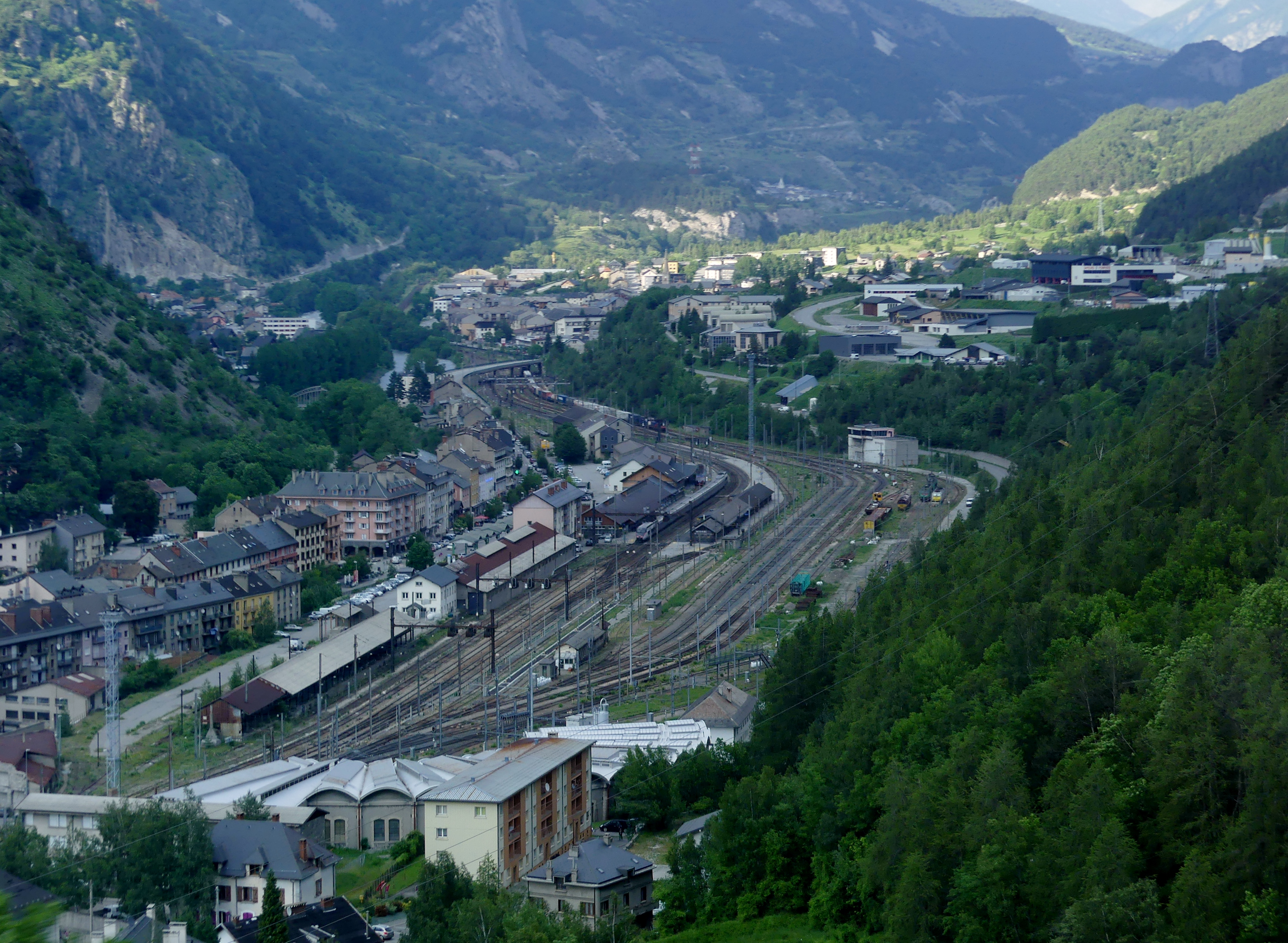
Grenzbahnhof Modane, Blickrichtung Nordost (Aufnahme 2023).

Traktionsleistungen französischer Eisenbahnverkehrsunternehmen nach Italien setzen das Vorhandensein italienischer Sicherheitsbescheinigungen voraus und vice versa. Fehlen diese, enden Zugfahrten aus Frankreich bzw. Italien im Grenzbahnhof Modane am Streckenkilometer 238,059 (Standort der elektrischen Systemtrennstelle zwischen SNCF Réseau und RFI).

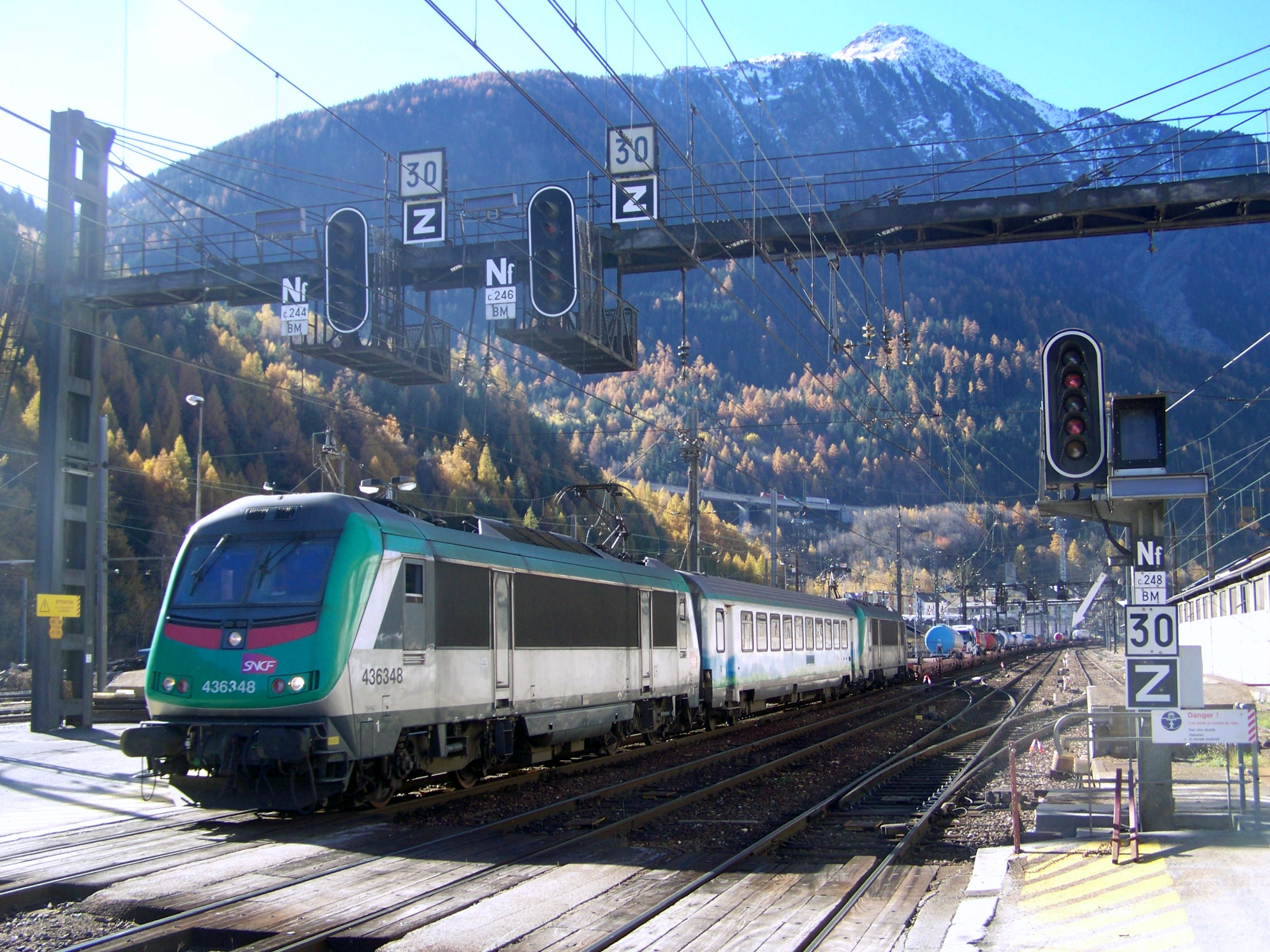
Modalohr-Shuttle Aiton – Orbassano im Bahnhof Modane (Aufnahme 2010).

Ein aus Frankreich kommender Güterzug, der nachgeschoben wird, kann aufgrund der abweichenden Regelungen des Nachschiebebetriebs Modane generell nicht ohne Fahrtunterbrechung durchfahren. Vielmehr ist das nachschiebende Triebfahrzeug entweder von der Hauptluftleitung zu trennen und die Fahrt anschließend fortzusetzen oder es findet ein Triebfahrzeugwechsel statt. Die Übernahme von Güterzügen in Modane aus dem jeweiligen Nachbarland erfordert in der Regel eine vollständige Bremsprobe. Rangierpersonale laufen den gesamten Zugverband ab, um den Zustand der Bremsen zu prüfen.
Seit dem September 2009 ist die SNCF-Güterverkehrssparte Fret in der Lage, Güterzugleistungen ohne Lok- und Personalwechsel von Frankreich nach Turin durchzuführen. Zum Einsatz kommen Dreisystem-Elektro-Triebfahrzeuge der Gattung SNCF BB 36300. Die binational eingesetzten Triebfahrzeugführer der SNCF verfügen über italienische Sprachkenntnisse und haben zusätzlich zur französischen Ausbildung eine Triebfahrzeugführerprüfung in Italien ablegt (Stand 2009).
Die Notwendigkeit, Güterzüge in Modane zu stoppen, besteht nach wie vor. Sie erschließt sich auch mit Blick auf vorkonstruierte Fahrplantrassen entlang des Mediterranean Rail Freight Corridors, die in Modane eine ein- bis dreistündige Fahrtunterbrechung vorsehen.

### Restriktionen der Elektrifizierung

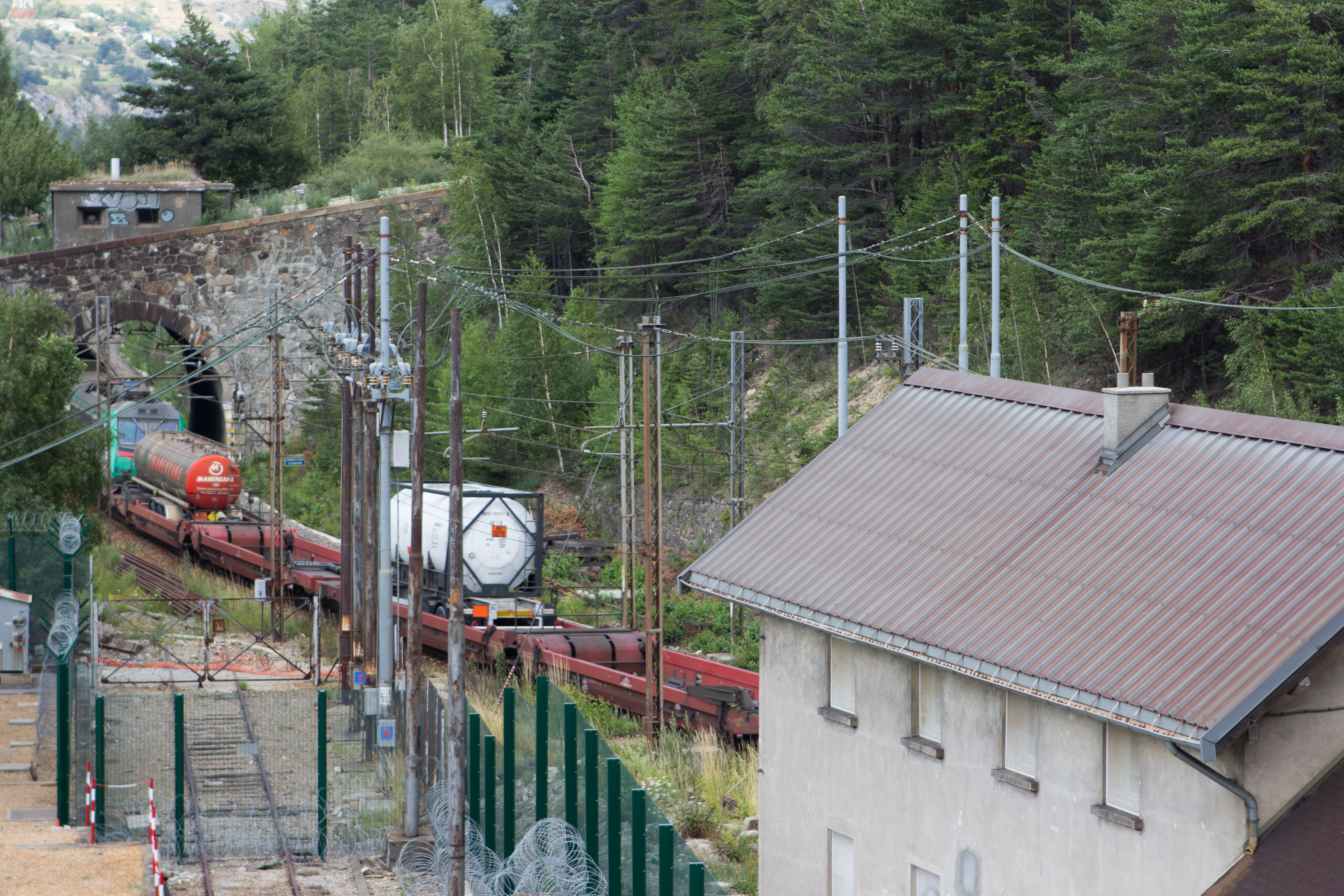
Gefahrgüter auf einem Modalohr-Shuttle bei der Ausfahrt aus dem Mont-Cenis-Eisenbahntunnel in Richtung Modane (Aufnahme 2013).

Mit 1 500 Volt Gleichspannung ist das auf der Bahnstrecke Culoz – Modane vorhandene Bahnstromsystem nur bedingt für die Traktion schwerer Güterzüge im Steigungsabschnitt geeignet. Aufgrund der vergleichsweise geringen Fahrleitungsspannung müssen Maßnahmen ergriffen werden, um die Stromübertragung zum Triebfahrzeug zu maximieren:
- Unterhaltung zusätzlicher Gleichrichterstationen
- Einsatz von besonders leitfähigem Kupfer-Fahrdraht
- Vergrößerung des Fahrleitungsquerschnittes
- Teilweise Fahrbetrieb mit zweifach gehobenem Pantographen je Triebfahrzeug

Bei dichtem Zugbetrieb in Mehrfachtraktion unter Volllast ergaben sich in der Vergangenheit Probleme einer übermäßigen Aufheizung der Oberleitungsanlage sowie mit Streuströmen: Die Gleiserdung war trotz vergrößertem Schienenquerschnitt (Einsatz von UIC 60-Schienenprofilen) nicht immer gewährleistet, sodass sich Streuströme im Erdreich ausbreiteten und Schäden verursachten, z. B. an Abwasserkanälen in Saint-Michel-de-Maurienne.

### Begegnungsverbote im Mont-Cenis-Eisenbahntunnel
Im Mont-Cenis-Eisenbahntunnel gelten eisenbahnbetriebliche Regeln des italienischen Infrastrukturbetreibers RFI. Diese schließen folgende Trassenkonstruktionen aus:
- Begegnung von Personenzügen und Gefahrgut-Güterzügen im Tunnel
- Personenzug folgt im Tunnel auf einen Gefahrgut-Güterzug
- Begegnung von Gefahrgut-Güterzügen

Beinahe sämtliche im Tunnel verkehrende Güterzüge befördern Gefahrgüter (z. B. brennbare Treibstoffe im Fall des Modalohr-Shuttles Aiton – Orbassano). Aufgrund der Begegnungsverbote wird die eigentliche Kapazität des Tunnels (94 Zugfahrten je Tag) nach Berechnungen von SNCF Réseau auf 54 Zugfahrten je Tag verringert (Stand 2018).

### Reduzierte Zuglängen
Die maximale Zuglänge auf dem Streckenabschnitt Saint-Jean-de-Maurienne – Modane – Mont-Cenis-Eisenbahntunnel wird in erster Linie von der maximal möglichen Tonnage (siehe Vorspann- und Schiebedienste) determiniert. Insbesondere im Fall des Modalohr-Shuttles Aiton – Orbassano, das eine relativ geringe Wagenzugbruttomasse aufweist, wären Zuglängen größer 500 m denkbar. Die maximale Zuglänge im grenzüberschreitenden Verkehr beträgt aufgrund von Regelungen des italienischen Infrastrukturbetreibers RFI 550 m. Auf dem französischen Infrastrukturabschnitt bis Modane sind hingegen bis zu 750 m Zuglänge möglich.

### Zufahrt zum Modalohr-Terminal Bourgneuf-Aiton

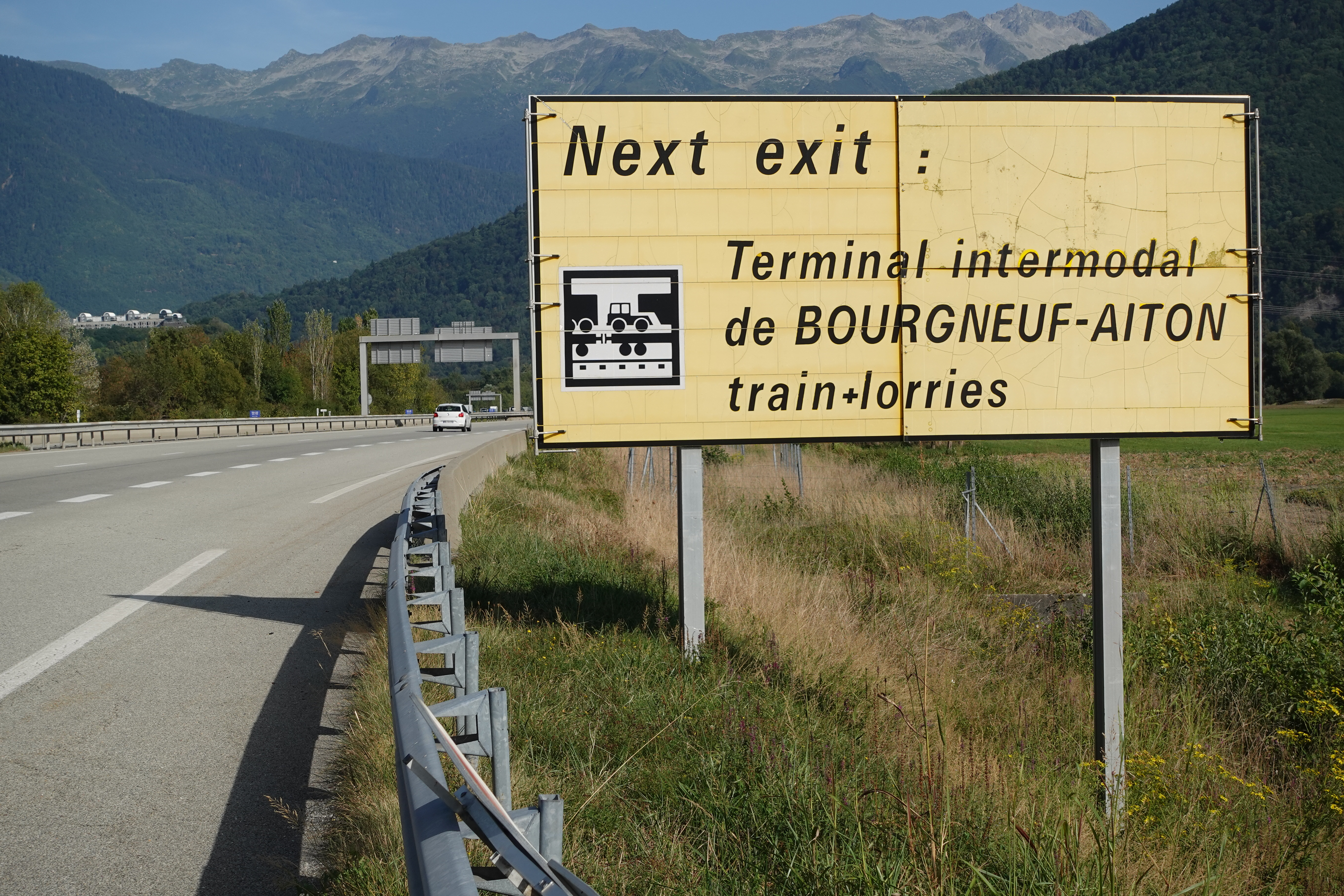
Hinweistafel Modalohr-Terminal Bourgneuf-Aiton an der A 43 (Aufnahme 2023).

Das auf dem Gemeindegebiet von Aiton gelegene Modalohr-Terminal wird mit lediglich einer Weiche an das Streckengleis in Richtung Modane angebunden. Eine Überleitmöglichkeit auf das nach Saint-Pierre d’Albigny / Chambéry führende Streckengleis wurde nicht realisiert (Stand 2017). Züge aus Richtung Modane stoppen daher im Bahnhof Aiguebelle, etwa drei Streckenkilometer vom Terminal entfernt. Anschließend muss eine Rangierfahrt (maximal 40 km/h) im Gegengleis stattfinden. Diese erfordert eine zeitweilige Sperrung der Strecke für den durchgehenden Verkehr. Auch bei der Ausfahrt aus dem Terminal fehlt eine zeitgemäße Leit- und Sicherungstechnik. Das Ausfahrsignal wird vom Terminalpersonal auf mündliche Anordnung des Stellwerks geöffnet und kann nicht ferngestellt werden. Die Leistungseinbußen der fehlenden Technik werden toleriert, da der Streckenabschnitt Saint-Pierre-d’Albigny – Modane entsprechende Zeiträume ohne nennenswertes Verkehrsaufkommen aufweist.

### Naturgefahren
Der Streckenabschnitt Saint-Jean-de-Maurienne – Modane ist durch die exponierte Führung der Trasse im Engtal des Arc in besonderer Weise Naturgefahren ausgesetzt. Die bislang umfangreichsten Schäden erlitt die Strecke im Zuge des Hochwasserereignisses von 1957, infolgedessen die Bahninfrastruktur auf 15 km Länge zerstört wurde (siehe Unterkapitel weiter oben). Schlammlawinen und Hangrutschungen führten in der Vergangenheit immer wieder zu Unterbrechungen des Bahnbetriebs. Eine nicht abschließende Chronologie enthält die nachfolgende Tabelle.
| Datum       | Ereignis | Unmittelbare Folgen | Maßnahmen | Quelle        |
| ----------- | --- | --- | --- | ------------- |
| 14.06.1957  | Hochwasserbedingte Zerstörung von Teilen der Bahninfrastruktur zwischen Saint-Michel und Saint-Jean-de-Maurienne auf 15 km | Unterspülung des Gleisbetts auf hunderten Metern im Bereich Les Reisses; Beschädigung des Tunnel de Villargondran; Überflutung des Bahnbetriebswerks Saint-Jean-de-Maurienne usw.                   | Befreiung der Bahntrasse von Schlamm und Geröllmassen; Wiederherstellung des Oberbaus; Wiederaufnahme des Bahnverkehrs am 04.07.1957 (eingleisig) bzw. 14.07.1957 (zweigleisig)                    | [ 29 ]        |
| 1965 / 1966 | Abgang diverser Schlammlawinen bei Pontamafrey über einen mehrjährigen Zeitraum                                            | Beschädigung der Brücke über den Torrent de la Ravoire durch Schlamm und Geröllmassen | Wiederaufbau der Brücke; Errichtung einer eingleisigen Ausweichstrecke (sog. Évitement de Pontamafrey)                                                                                             | [ 30 ]        |
| 22.09.1993  | Hochwasserbedingte Zerstörung von Teilen der Bahninfrastruktur bei Saint-Michel-de-Maurienne                               | Unterspülung des Gleisbetts; Zerstörung der Oberleitung; Unterbrechung des Zugverkehrs | Abschnittsweise Rekonstruktion der Bahntrasse; Wiederaufnahme des Bahnverkehrs nach mehreren Wochen                                                                                                | [ 31 ] [ 32 ] |
| 01.08.2014  | Abgang einer Schlammlawine im Stadtgebiet Modane östlich des Bahnhofs                                                      | Überdeckung des Oberbaus mit Schlamm und Geröll; Unterbrechung des Zugverkehrs zwischen Modane und Bardonecchia                                                                                     | Befreiung der Bahntrasse von Schlamm und Geröll; Wiederaufnahme des Bahnverkehrs am 04.08.2014 | [ 33 ] [ 34 ] |
| 02.07.2019  | Abgang einer Schlammlawine zwischen Saint Michel-de-Maurienne und Modane nahe des Tunnel d’Orelle                          | Überdeckung des Oberbaus mit Schlamm; Unterbrechung des Zugverkehrs zwischen Saint-Jean-de-Maurienne und Modane                                                                                     | Befreiung der Bahntrasse vom Schlamm; Wiederaufnahme des Bahnverkehrs am 23.07.2019 | [ 35 ] [ 36 ] |
| 15.07.2019  | Sprengung von 300 m³ Fels am Tunnel de la Brèche bei La Praz                                                               | Sperrung der Autobahn A43 und der RD 1006; Unterbrechung des Zugverkehrs zwischen Saint-Jean-de-Maurienne und Modane                                                                                | Vorbeugende Sicherung der geologisch instabilen Bergflanke; Wiederaufnahme des Bahnverkehrs am 23.07.2019                                                                                          | [ 37 ]        |
| 27.08.2023  | Felssturz mit einem Volumen von 15.000 m³ am Tunnel de la Brèche bei La Praz                                               | Überdeckung des als Galerie angelegten Tunnel de la Brèche sowie des Oberbaus vor der Galerie mit Felsblöcken und Geröll; Unterbrechung des Zugverkehrs zwischen Saint-Jean-de-Maurienne und Modane | Abtransport der Fels- und Geröllmassen; Überprüfung des Schadensbildes am Tunnel de la Brèche; Hangsicherung; Installation von Fangnetzen; geplante Wiederaufnahme des Bahnverkehrs im Herbst 2024 | [ 38 ]        |

## Verkehrssituation

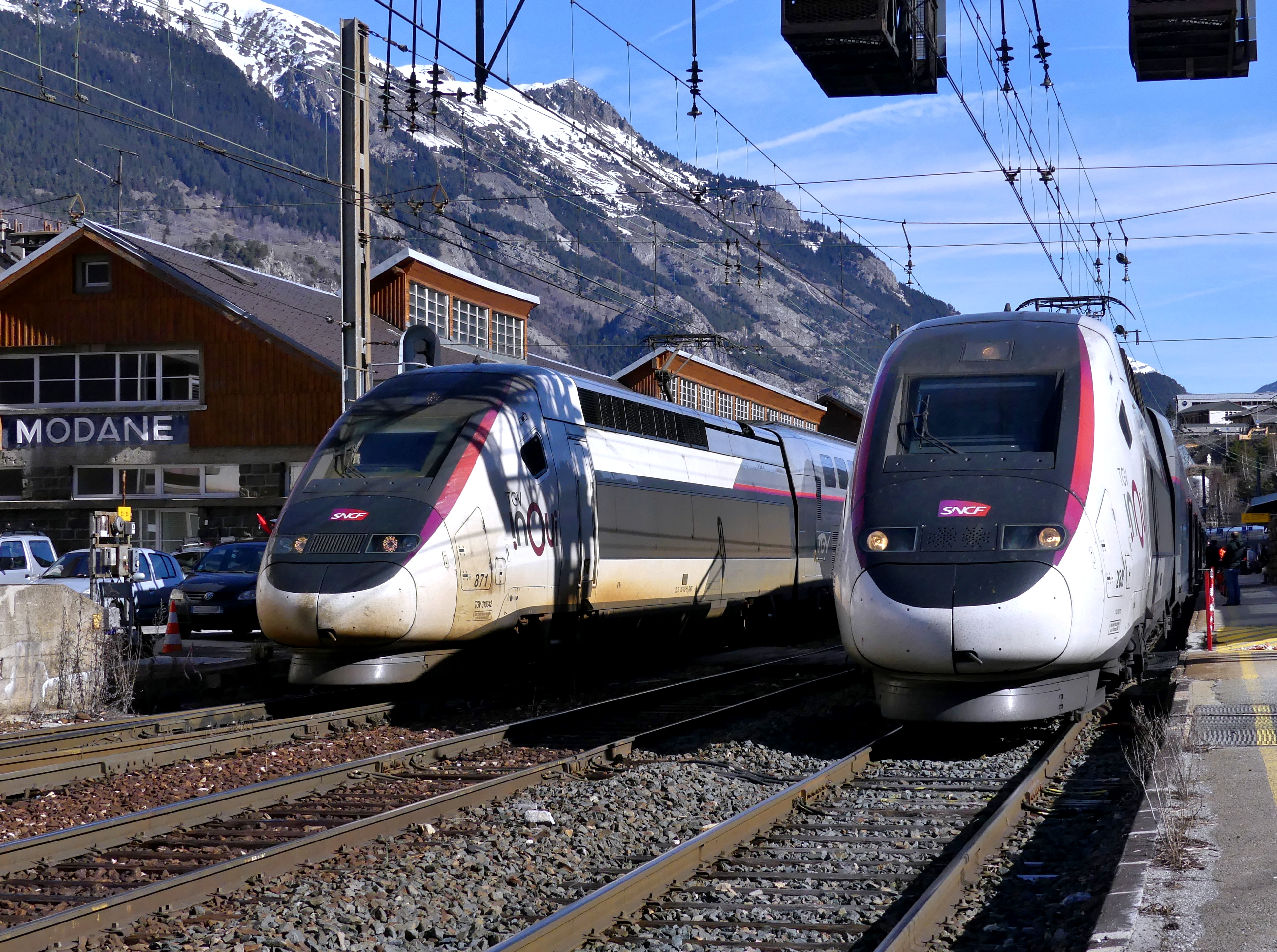
TGV-Triebzüge im Bahnhof Modane (Aufnahme 2020).

### Personenverkehr

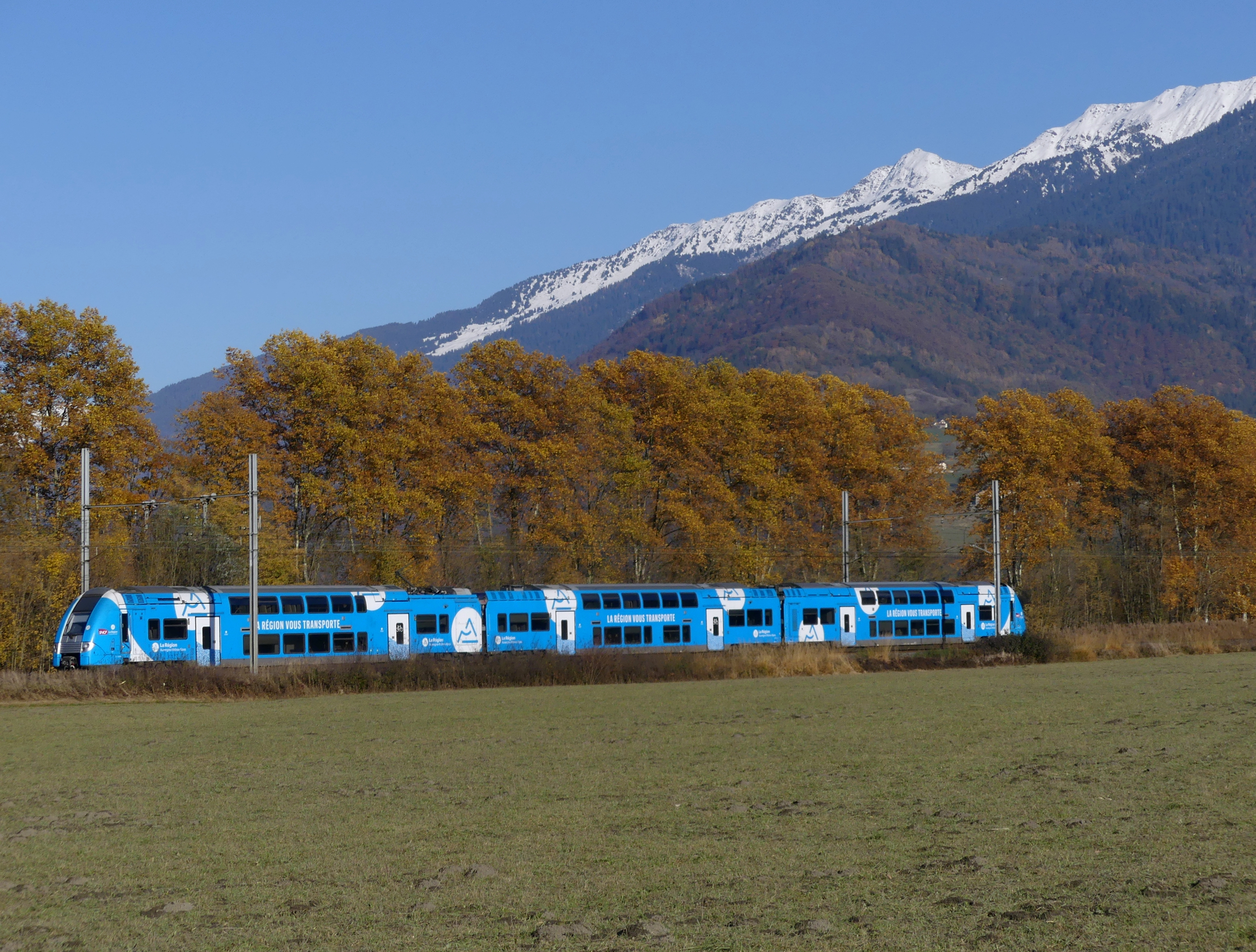
TER-Triebzug der Linie Chambéry – Modane bei Bourgneuf (Aufnahme 2021).

Im planmäßigen Personenverkehr verkehren zwischen Culoz und Modane aktuell (Stand Juni 2023) die Zugprodukte Train à grande vitesse (TGV), Frecciarossa (FR) sowie Transport express régional (TER). TGV und FR nutzen die Strecke fünfmal je Werktag und Richtung auf der Relation Paris – Mailand. Planmäßige Halte entlang der Strecke sind Chambéry-Challes-les-Eaux und Modane. Der Teilabschnitt Aix-les-Bains – Chambéry wird viermal täglich von der TGV-Linie Annecy – Paris befahren. Vier TER-Linien (Amberieu – Chambery, Annecy – Valence, Aix-les-Bains – Bourg-Saint-Maurice, Chambéry – Modane) nutzen zumindest abschnittsweise die Strecke. Die Fahrtzeit auf dem Streckenabschnitt Culoz – Chambéry beträgt im TER ca. 34 Minuten. Der Streckenabschnitt Chambéry – Modane wird im TER in ca. 87 Minuten zurückgelegt. Ein umsteigefreier oder vertakteter SPNV von Culoz nach Modane existiert aktuell (Stand Juni 2023) nicht:
- Die TER-Linien Amberieu – Chambéry und Chambéry – Modane sind in Chambéry zeitlich nicht aufeinander abgestimmt.
- Das TER-Angebot Amberieu – Chambéry weist vier- bis fünfstündige Bedienungslücken auf. An Werktagen werden fünf Fahrten je Richtung angeboten (Abfahrten in Ambérieu um 6:13, 07:14, 12:14, 16:13, 19:14 Uhr).
- Das TER-Angebot Chambéry – Modane umfasst an Werktagen acht Fahrten je Richtung. Auch hier existieren vier- bis fünfstündige Bedienungslücken (Abfahrten in Chambéry um 06:29, 07:29, 11:30, 16:48, 17:48, 18:29, 19:29, 21:50 Uhr).

Eine Übersicht des Personenverkehrsangebots enthält die nachfolgende Tabelle.
| Zugprodukt                              | TGV / FR                   | TGV             | TER                  | TER               | TER                                  | TER                |
| --------------------------------------- | -------------------------- | --------------- | -------------------- | ----------------- | ------------------------------------ | ------------------ |
| Anzahl Fahrten an Werktagen je Richtung | 3× tgl. (TGV) 2× tgl. (FR) | 4× tgl.         | 5× tgl.              | 11× tgl.          | 7× tgl.                              | 8× tgl.            |
| Culoz – Aix-les-Bains                   | Paris <> Milano            |                 | Amberieu <> Chambéry |                   |                                      |                    |
| Aix-les-Bains – Chambéry                | Paris <> Milano            | Annecy <> Paris | Amberieu <> Chambéry | Annecy <> Valence | Aix-les-Bains <> Bourg-Saint-Maurice |                    |
| Chambéry – Montmélian                   | Paris <> Milano            |                 |                      |                   | Aix-les-Bains <> Bourg-Saint-Maurice | Chambéry <> Modane |
| Montmélian – Saint-Pierre-d‘Albigny     | Paris <> Milano            |                 |                      |                   | Aix-les-Bains <> Bourg-Saint-Maurice | Chambéry <> Modane |
| Saint-Pierre-d’Albigny – Modane         | Paris <> Milano            |                 |                      |                   |                                      | Chambéry <> Modane |

### Güterverkehr
Der via Modane geführte Schienengüterverkehr umfasst konventionelle Güterzüge sowie Züge des Kombinierten Verkehrs. Im unbegleiteten Kombinierten Verkehr werden aktuell (Stand 2021) die Relationen Noisy / Bonneuil – Novara / Turin, Bonneuil – Novara / Pescara sowie Calais – Orbassano angeboten. Im begleiteten Kombinierten Verkehr existiert die Relation Aiton – Orbassano. Eine Übersicht des Zugangebots enthält die nachfolgende Tabelle.
| Relation           | KV-Segment       | Operateur | Züge pro Woche und Richtung |
| ------------------ | ---------------- | --------- | --------------------------- |
| Noisy – Novara     | Unbegleiteter KV | Novatrans | 10                          |
| Noisy – Torino     | Unbegleiteter KV | Novatrans | 5                           |
| Bonneuil – Novara  | Unbegleiteter KV | T3M       | 5                           |
| Bonneuil – Pescara | Unbegleiteter KV | T3M       | 5                           |
| Calais – Orbassano | Unbegleiteter KV | VIIA      | 5                           |
| Aiton – Orbassano  | Begleiteter KV   | VIIA      | 30                          |

Die durch den Mont-Cenis-Eisenbahntunnel grenzüberschreitend beförderten Gütermengen sind seit mehreren Jahrzehnten stark rückläufig. Im Jahr 2000 wurden noch rund 8,6 Mio. Tonnen transportiert. Dieser Wert reduzierte sich bis 2020 um nahezu 75 % auf rund 2,4 Mio. Tonnen. Die Entwicklung steht in einem starken Kontrast zu jener Österreichs und der Schweiz, die in derselben Zeitspanne einen deutlichen Anstieg des alpenquerenden Schienengüterverkehrs verzeichneten. Die Zuwächse wurden in diesen Ländern insbesondere im Segment des Kombinierten Verkehrs erzielt. Auf der Bahnstrecke Culoz – Modane entwickelte sich der Kombinierte Verkehr im Zeitraum 2000 bis 2010 rückläufig und erholte sich zwischen 2010 und 2015 nur geringfügig. Eine Übersicht der transportierten Gütermengen am Mont-Cenis-Eisenbahntunnel enthält die nachfolgende Tabelle.
| Jahr | Tonnage gesamt [Mio. t] | Davon unbegleiteter KV [Mio. t] | Davon begleiteter KV [Mio. t] |
| ---- | ----------------------- | ------------------------------- | ----------------------------- |
| 2000 | 8,6                     | 3,6                             | n. a.                         |
| 2005 | 5,5                     | 2,2                             | 0,3                           |
| 2010 | 3,0                     | 0,7                             | 0,5                           |
| 2015 | 3,2                     | 1,1                             | 0,1                           |
| 2020 | 2,4                     | 1,2                             | 0,1                           |

Die stark abnehmende Bedeutung der Strecke für den Schienengüterverkehr erklärt sich unter anderem anhand des Rückgangs der Industrieproduktion in Frankreich und Italien, welche auch zu einem Rückgang des alpenquerenden Straßengüterverkehrs geführt hat. Darüber hinaus wurden ehemals auf der Schiene abgewickelte Verkehre auf die Straße verlagert. 1999 fand noch ca. 20 % des Transportaufkommens auf der Schiene statt; dieser Anteil reduzierte sich bis 2020 auf ca. 7 %. Demgegenüber vergrößerte sich der Marktanteil des Straßengüterverkehrs von ca. 80 % auf ca. 93 %.

## Zukunft
Die zurzeit in Planung befindliche transalpine Eisenbahnverbindung Turin–Lyon mit dem grenzüberschreitenden Mont-Cenis-Basistunnel wird nach ihrer für 2032 geplanten Fertigstellung einen Großteil des überregionalen Verkehrs zwischen Chambéry und Italien aufnehmen und die Maurienne-Strecke entlasten. Die neue Eisenbahnstrecke wird sowohl dem Hochgeschwindigkeitsverkehr für Personen als auch dem Güterverkehr dienen. 

## Bilder

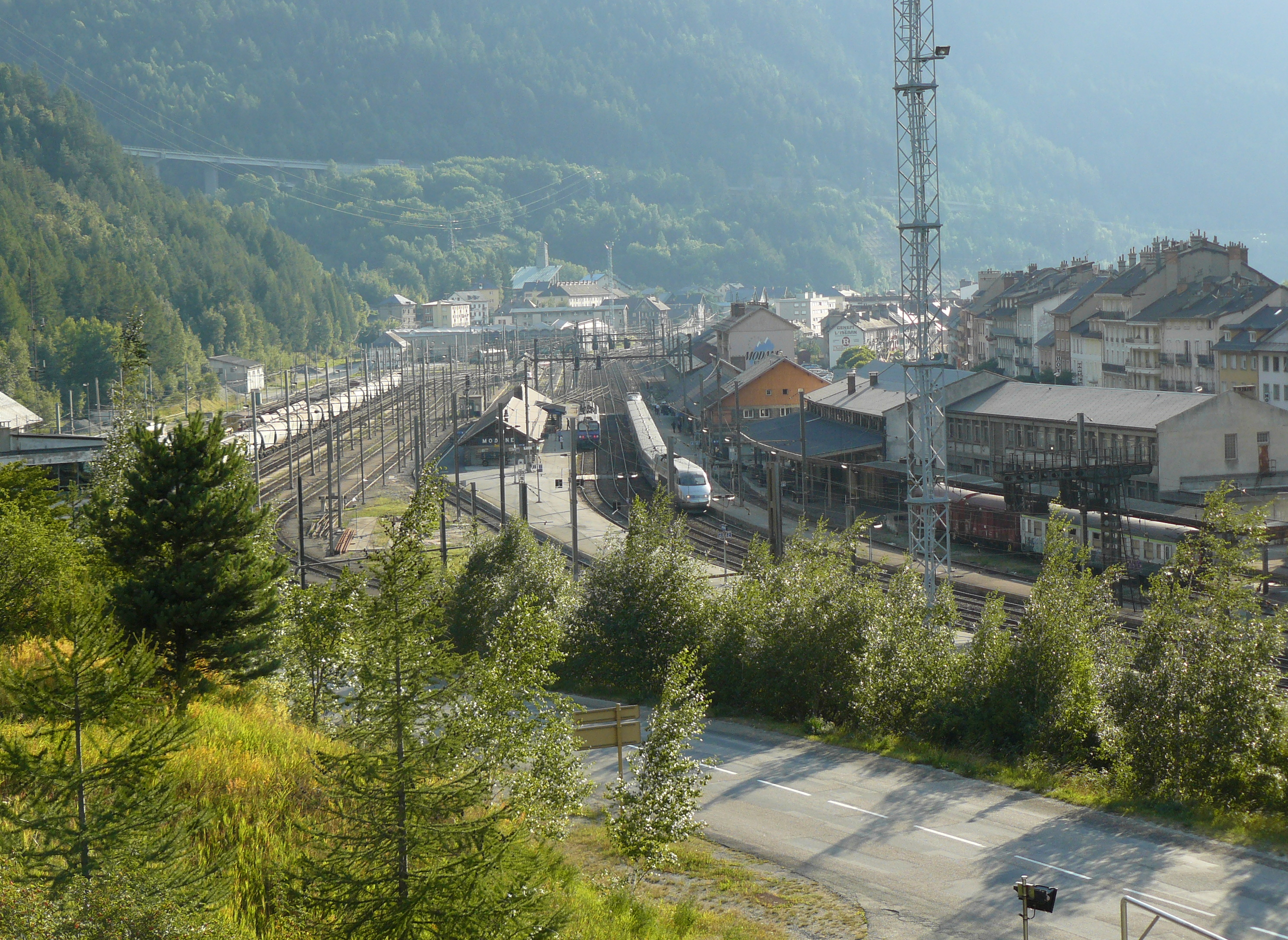
Bahnhof Modane
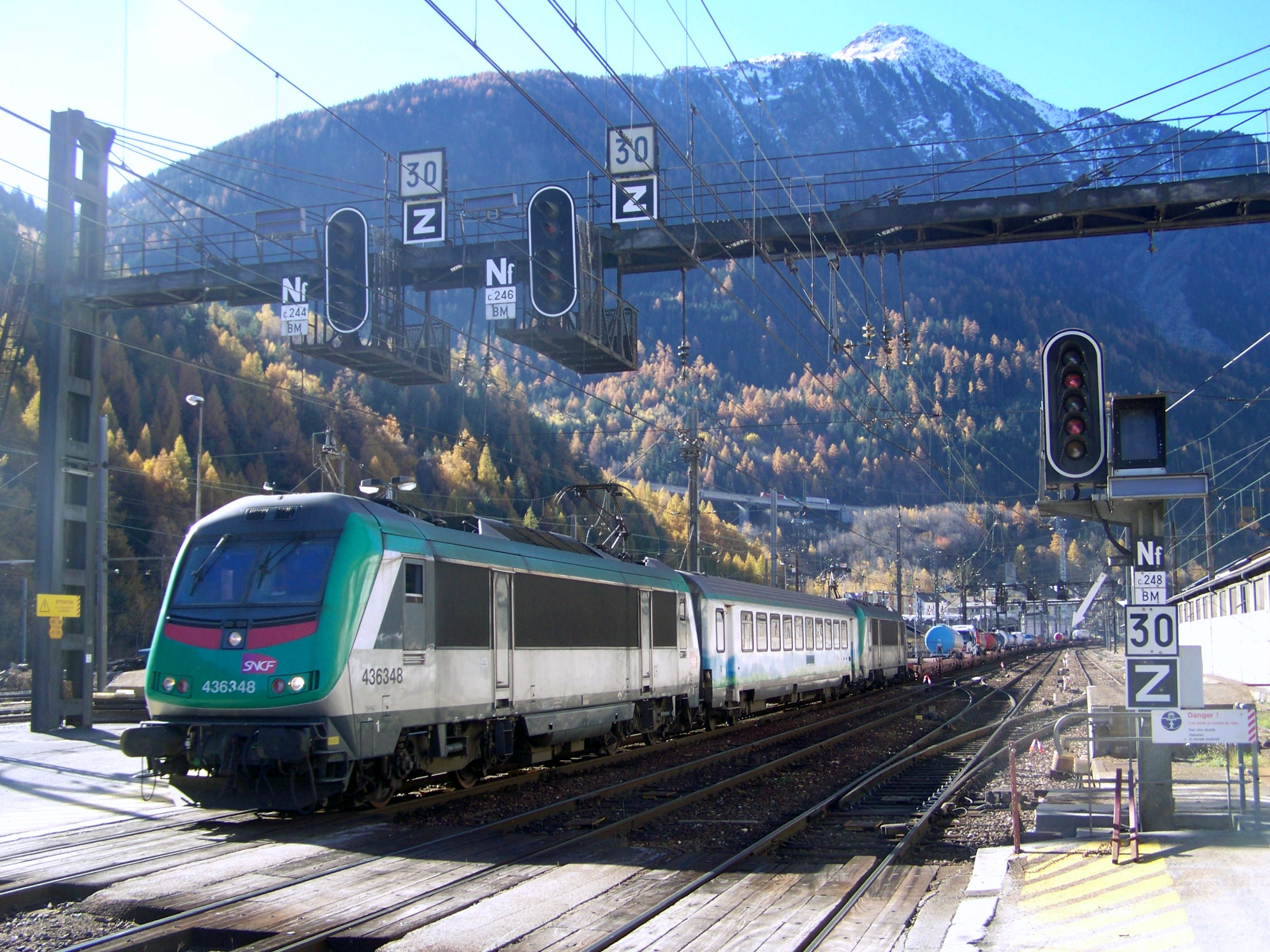
Ankunft eines Modalohr-Zuges in Modane
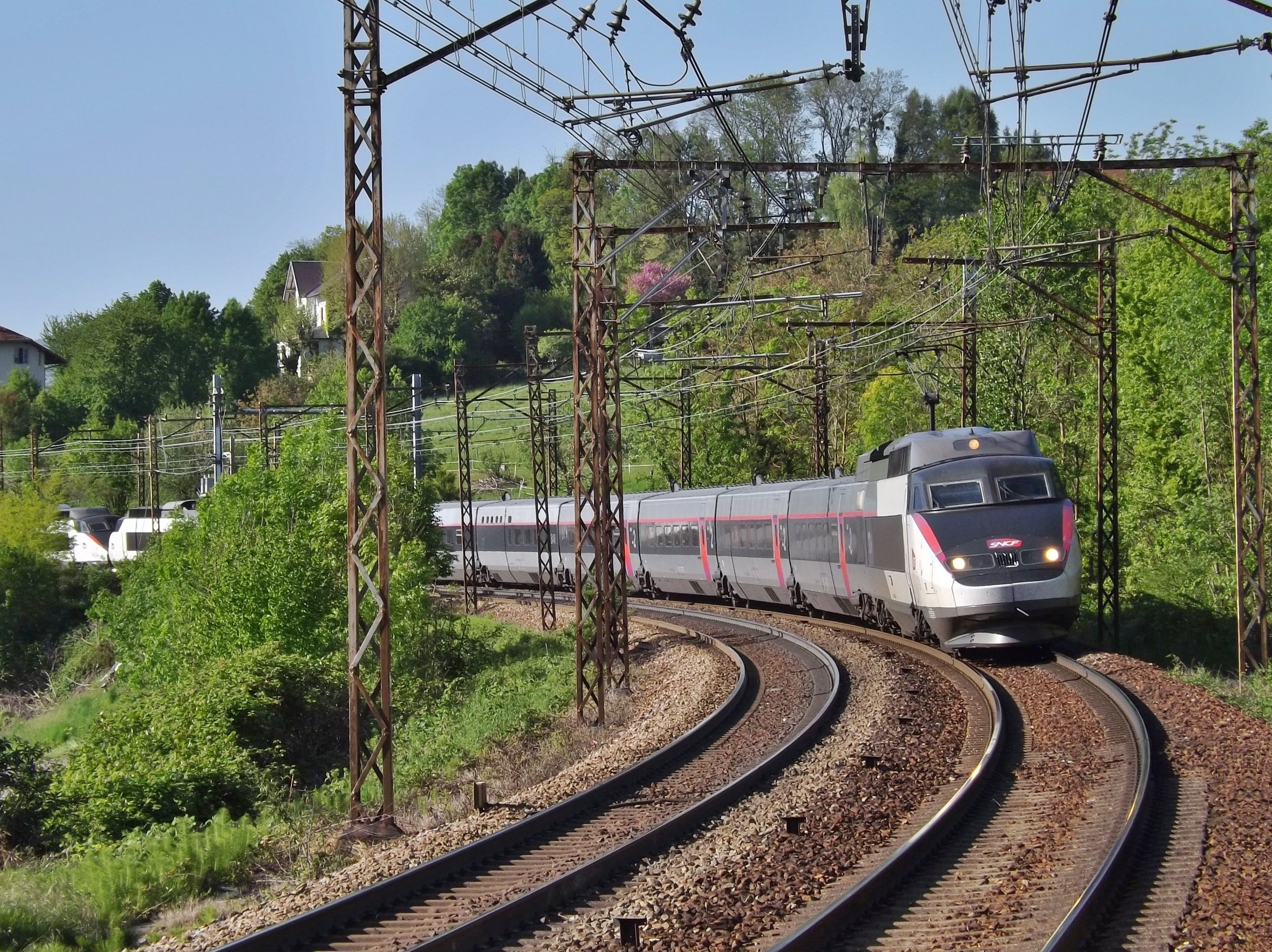
TGV bei der Durchfahrt in Viviers
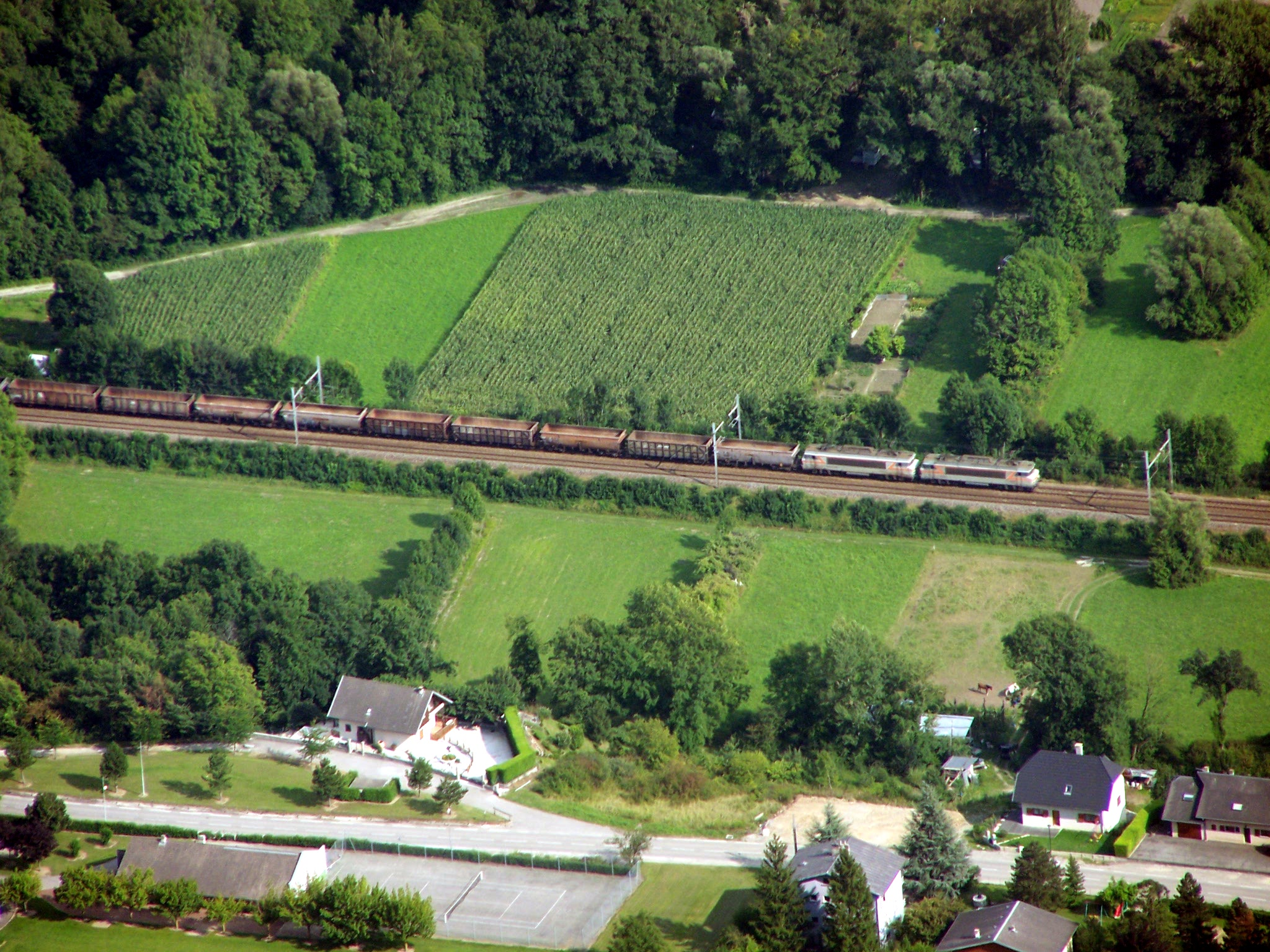
Ein Güterzug fährt in Montmélian ein.
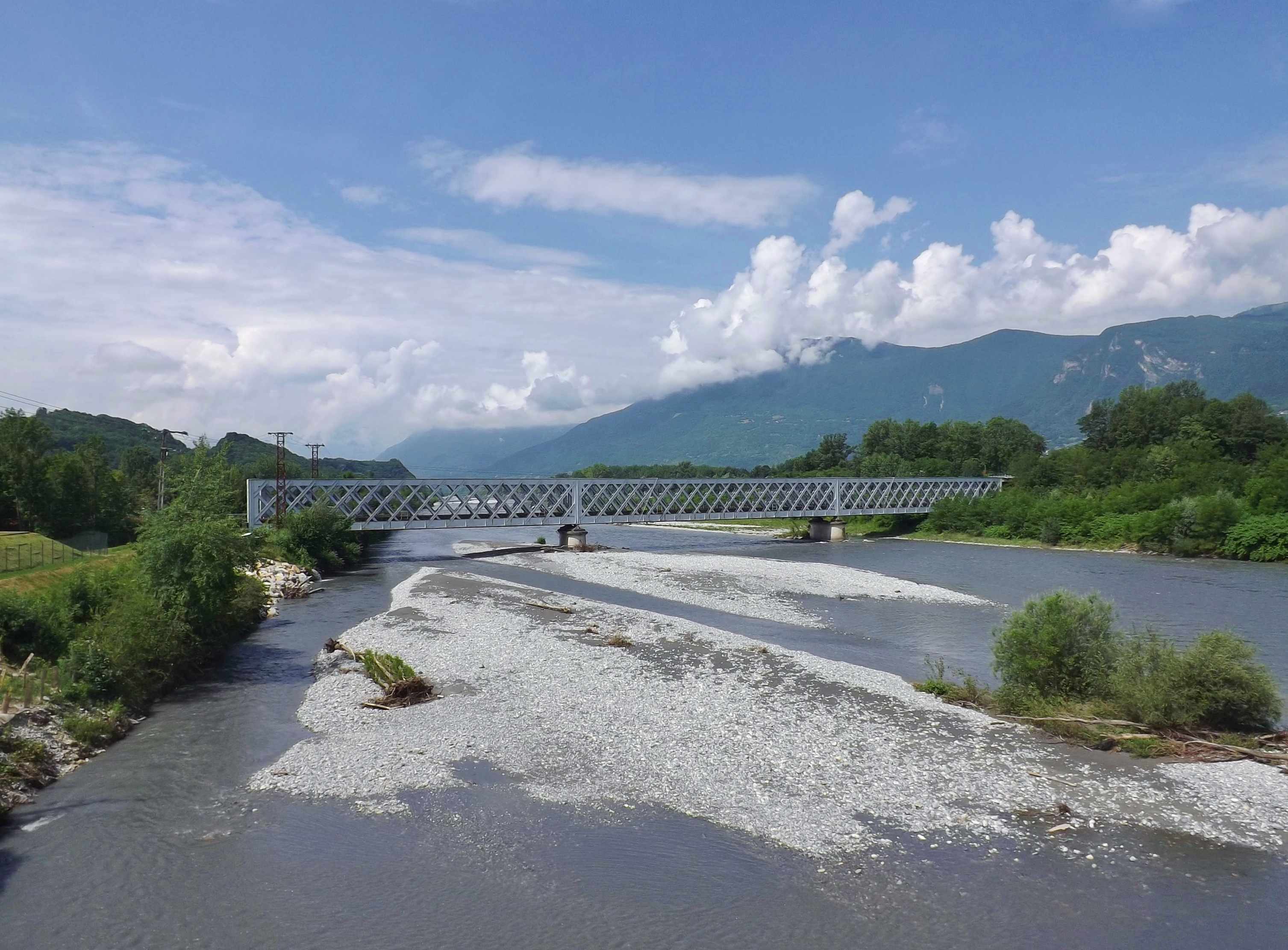
Isère-Brücke
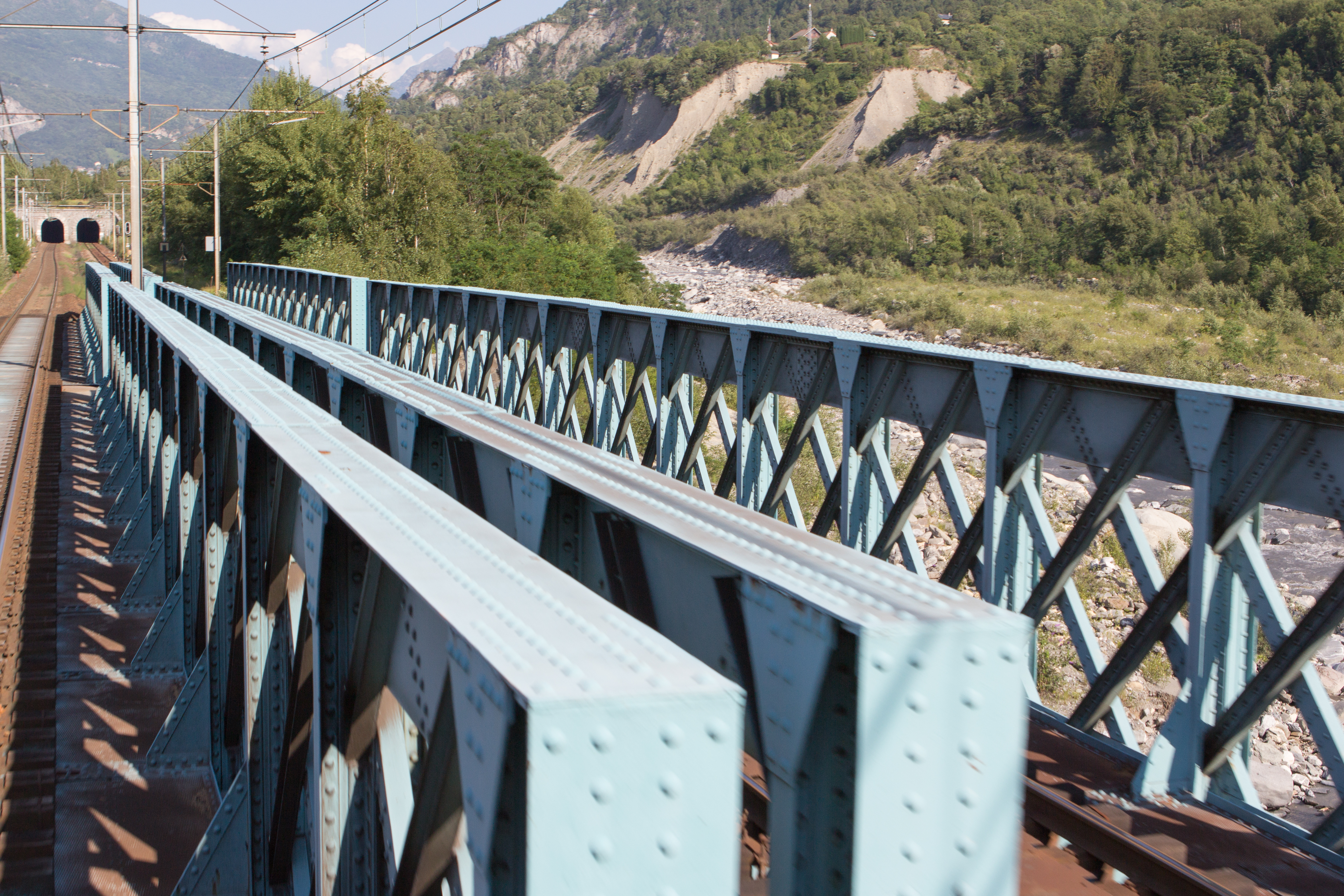
Resses-Brücke über die Arc
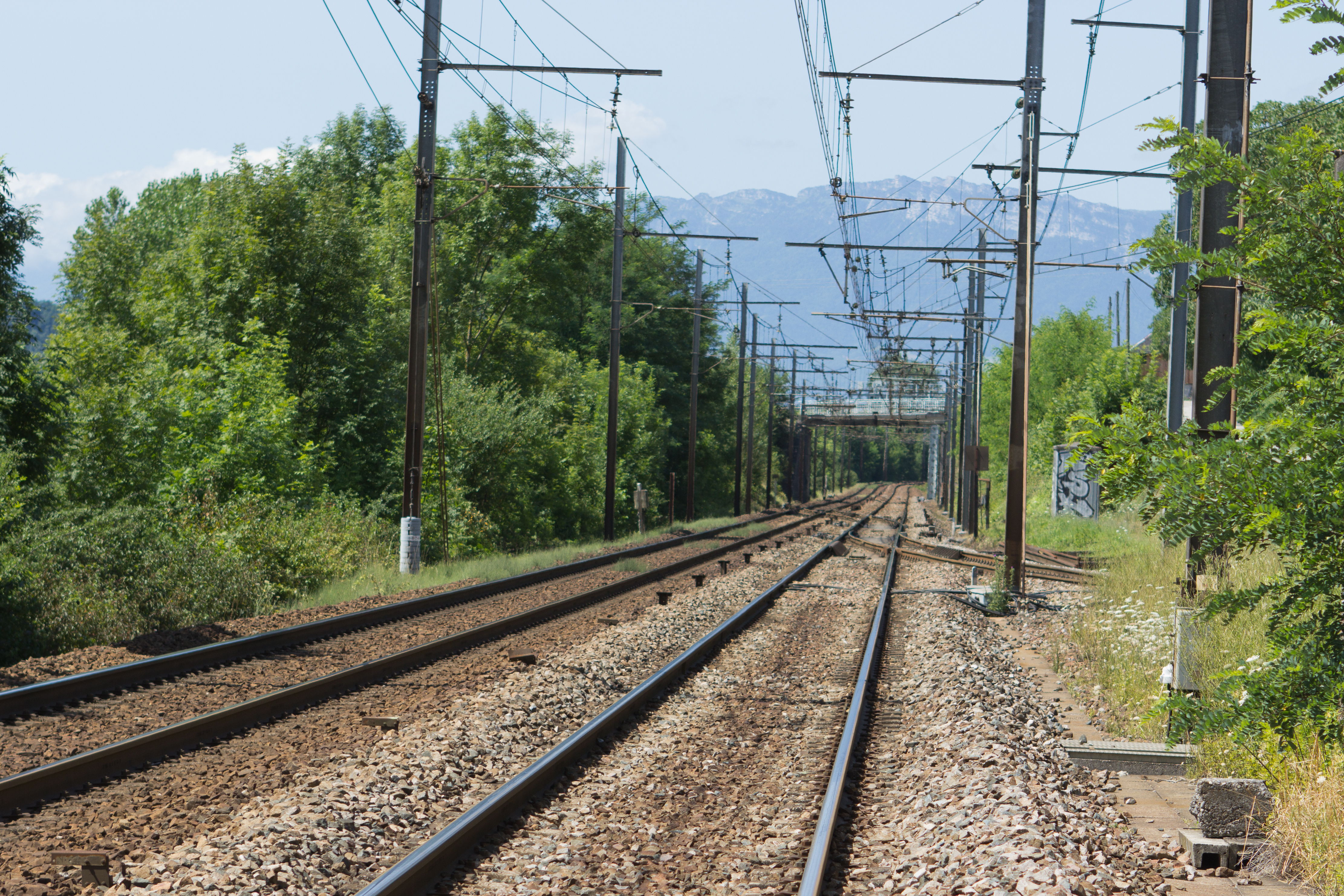
Strecke bei km 164,149
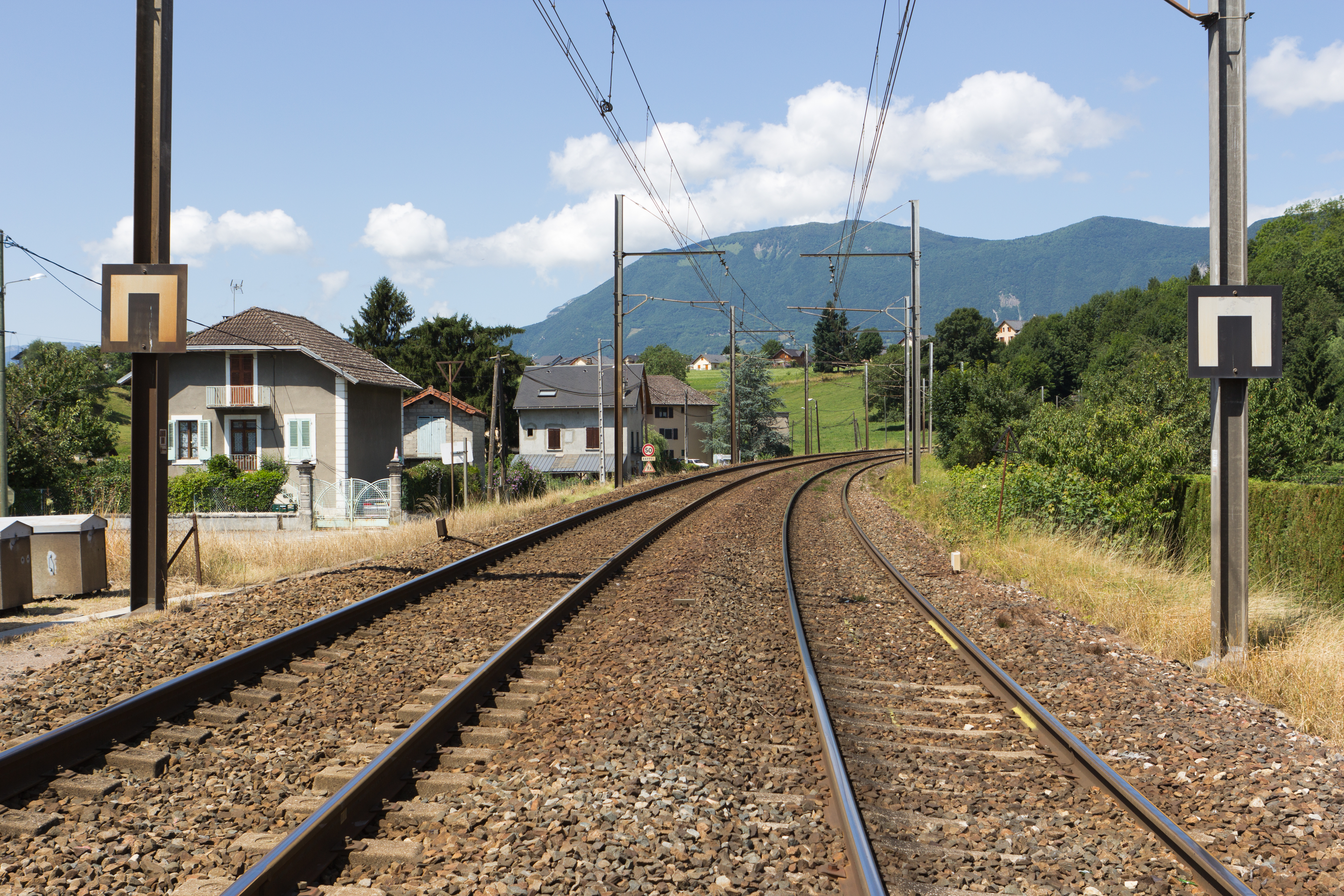
Strecke bei Chamousset
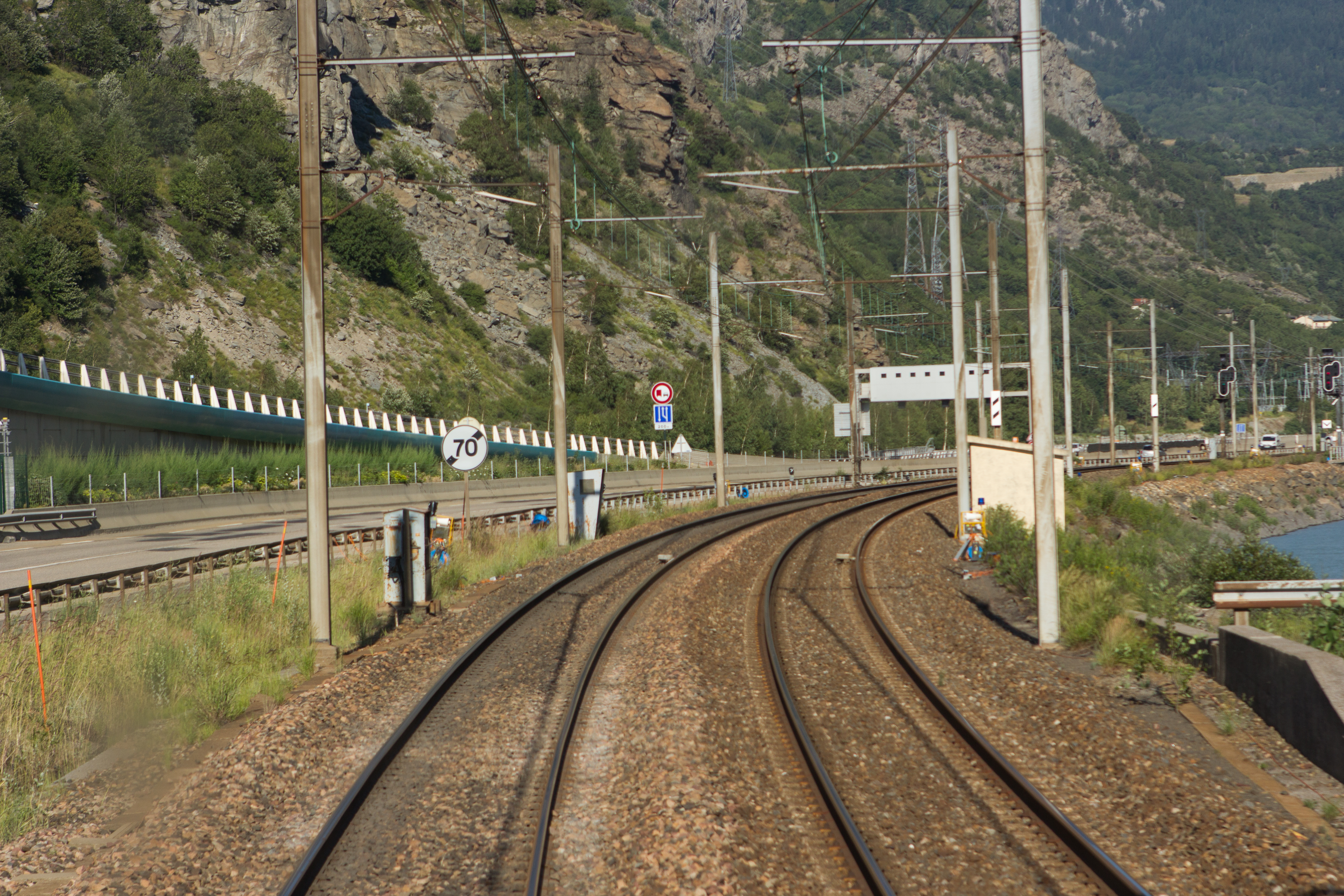
Strecke bei Orelle